# Estilo romántico nacionalista

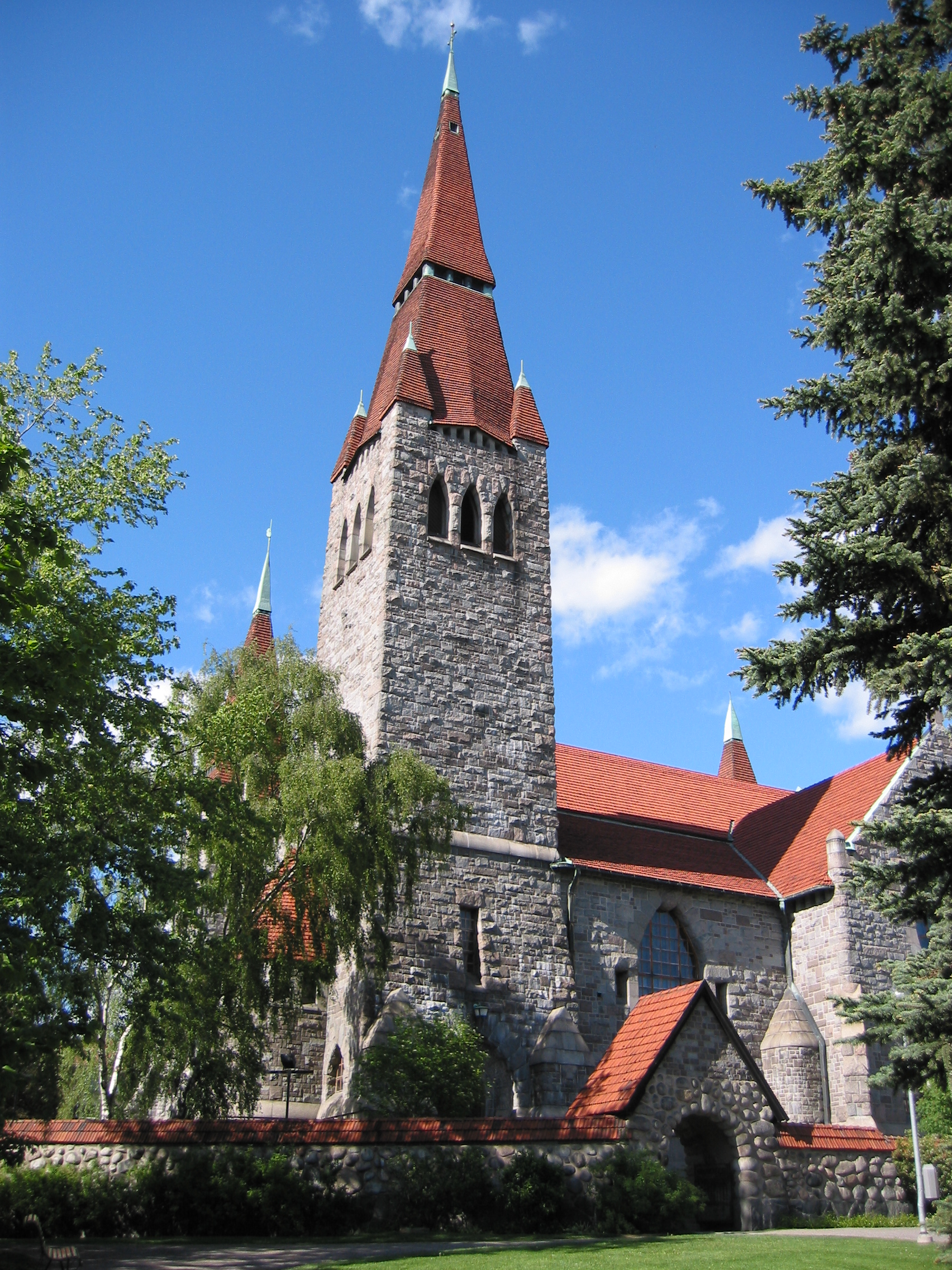
La catedral de Tampere en Finlandia.

El estilo romántico nacionalista fue un estilo arquitectónico nórdico que formó parte del movimiento romántico nacionalista de finales del siglo XIX y principios del siglo XX, aproximadamente de 1890 a 1910. A menudo se considera una forma de Art Nouveau.
El estilo nacional romántico se extendió por Finlandia; los países escandinavos de Dinamarca, Noruega y Suecia; los países bálticos de Estonia y Letonia, así como en Rusia, donde también apareció como arquitectura neorrusa. A diferencia de la arquitectura nostálgica de estilo neogótico en algunos países, la arquitectura romántica a menudo expresaba ideales sociales y políticos progresistas, a través de la arquitectura doméstica reformada.
Los diseñadores acudieron a precedentes de la Alta Edad Media e incluso prehistóricas para construir un estilo apropiado al carácter percibido de un pueblo. Se puede considerar el estilo como una reacción al industrialismo y una expresión del mismo nacionalismo «sueño del Norte» que dio ímpetu a un interés renovado en los Edda y las sagas.

## Arquitectura romántico nacionalista en Dinamarca

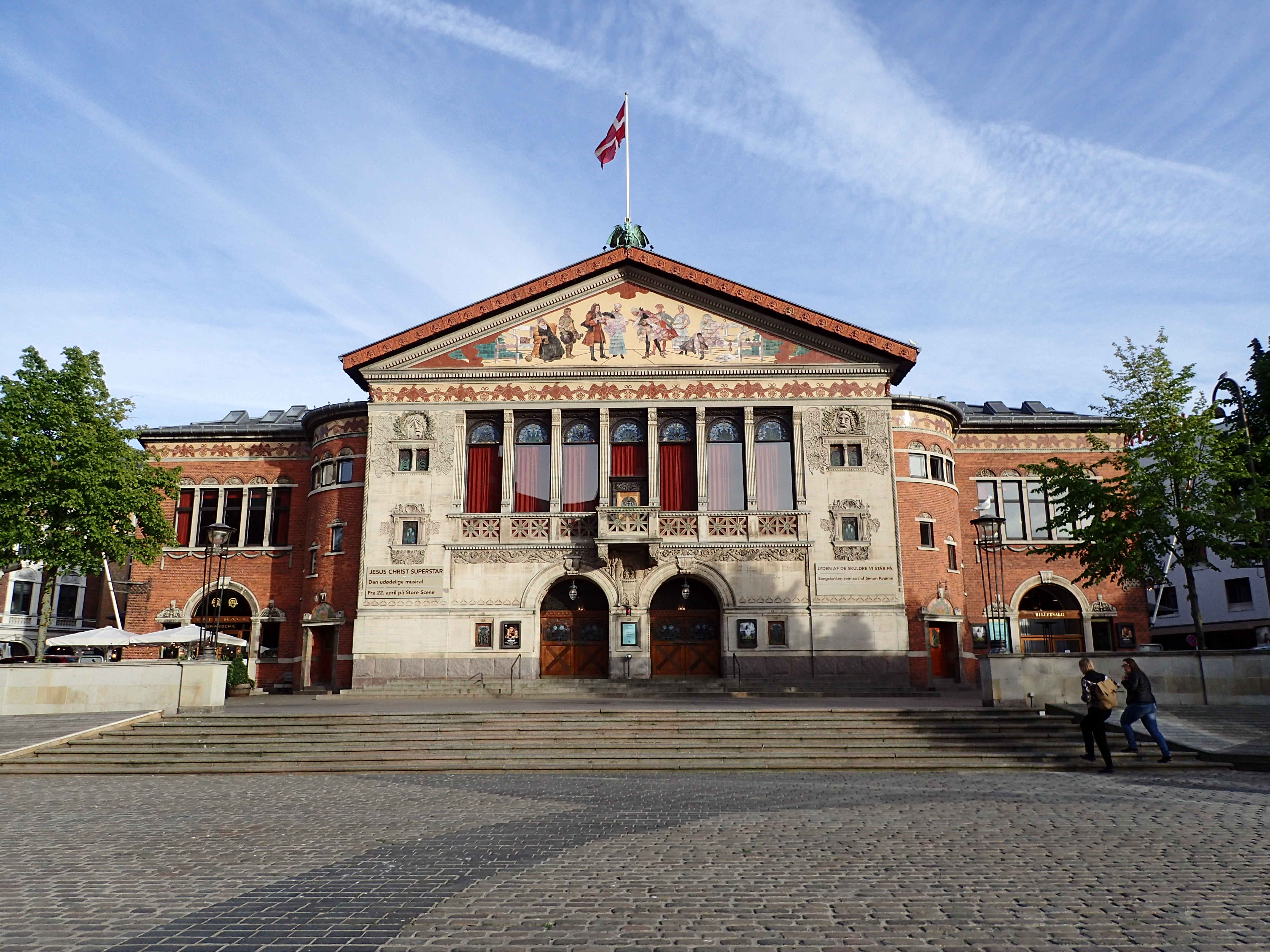
Teatro de Aarhus (1898-1900)

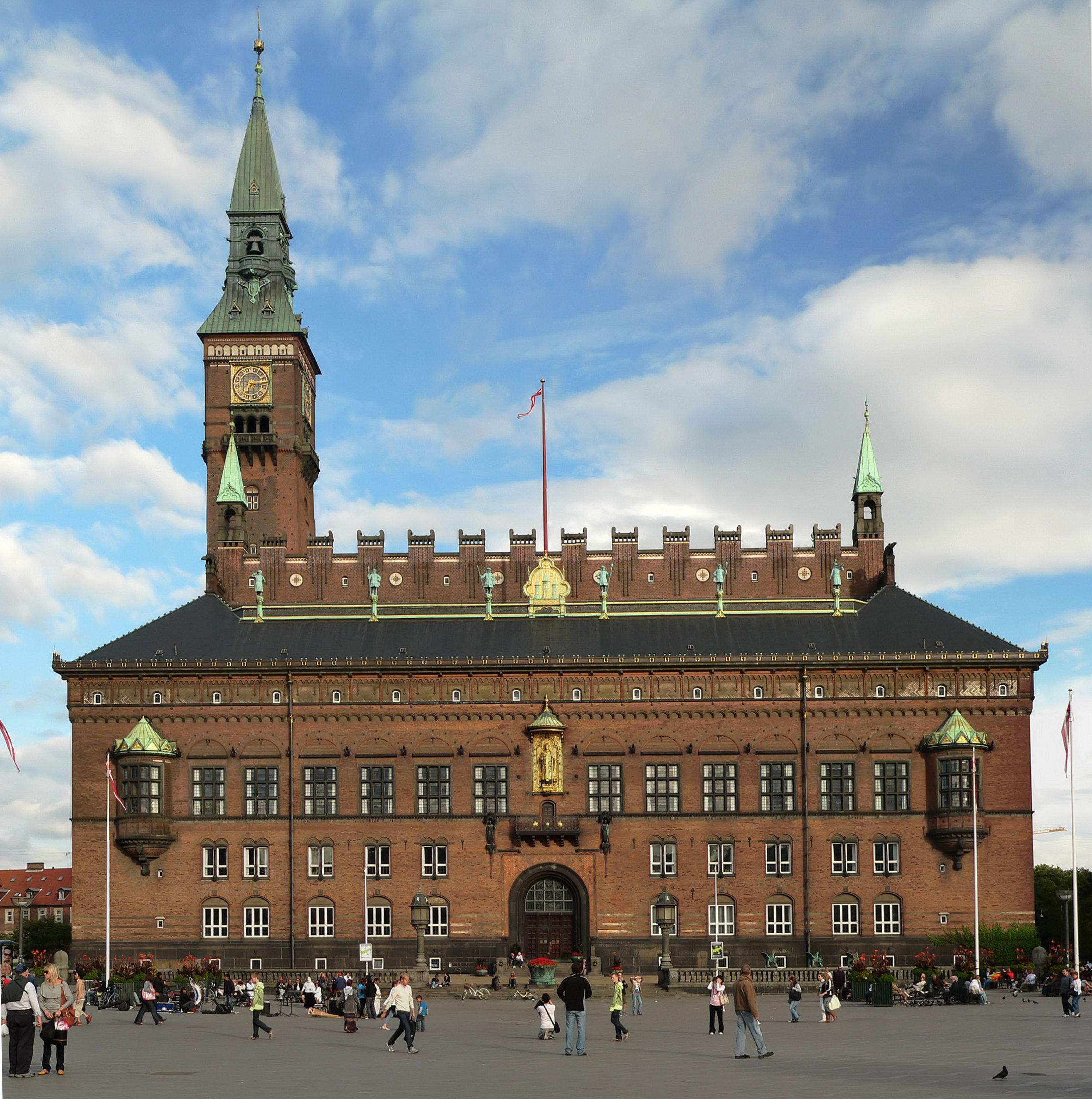
Ayuntamiento de Copenhague (1905)

El estilo puede verse como una continuación del historicismo y una reacción contraria a él, ya que sus practicantes continuaron con el enfoque ecléctico, combinando elementos románticos de la era vikinga nórdica con elementos del Renacimiento italiano, al tiempo que defendían la autenticidad y la funcionalidad del material. Los materiales debían tener un carácter regional, siendo los preferidos en Dinamarca los cerámicos para ladrillos y tejas (especialmente rojos), granito (de Bornholm) para zócalos, escaleras y decoración escultórica y madera para construcciones de techos.
Los representantes más importantes del estilo fueron los arquitectos Martin Borch, P.V. Jensen Klint, Hack Kampmann, Martin Nyrop, Einar Packness y Heinrich Wenck. Nyrop fue uno de los principales impulsores del estilo, cuyo objetivo principal era usar motivos nórdicos distintivos del pasado lejano, como demuestra claramente en el Ayuntamiento de Copenhague —inspirada en el Palacio Comunal de Siena—, que fue completado en 1905. El Ayuntamiento es con certeza uno de los edificios más monumentales y originales del último cuarto del siglo XIX de Copenhague, con sus impresionantes fachadas, la estatua dorada de Absalon justo encima del balcón y su torre de reloj, alta y delgada. Destacó también el Teatro Aarhus (1897-1900) de Hack Kampmann, en el estilo Art Nouveau
El estilo se superpuso con el estilo Skønvirke [trabajo maravilloso], en el que los elementos orgánicos del estilo Art Nouveau se mezclaban con el romanticismo nacional. Los exponentes de esta dirección fueron Thorvald Bindesbøll, Anton Rosen y Aage Langeland-Mathiesen. Otros arquitectos, como Michael Gottlieb Bindesbøll, Henning Wolff, Johan Daniel Herholdt y Hans J. Holm pueden ser vistos como precursores del romanticismo nacional, a pesar de que pertenecen al historicismo. Sus obras representan una transición incipiente del historicismo al romanticismo nacional.
Coexistieron con este estilo otros estilos, siendo el  palæstil —estilo palacio, término para un corto período de aprox. 1890-1910, donde elementos del rococó y del clasicismo se compusieron especialmente en decoraciones de fachadas que generalmente tenían un ligero relieve— y el neobarroco los más importantes. Los sucesores del romanticismo nacional fueron primero el neobarroco, en el que todavía se incluyeron muchos rasgos estilísticos (como el ladrillo rojo, las ventanas con barrotes blancos y el cultivo del bloque de construcción), y luego cada vez más el estilo de la Bedre Byggeskik —Asociación nacional para las mejores prácticas de construcción, una influyente asociación danesa a nivel nacional, establecida en 1915 por un grupo de arquitectos, incluidos Thorkild Henningsen y Carl Brummer— y el neoclasicismo.

Edificios en Dinamarca
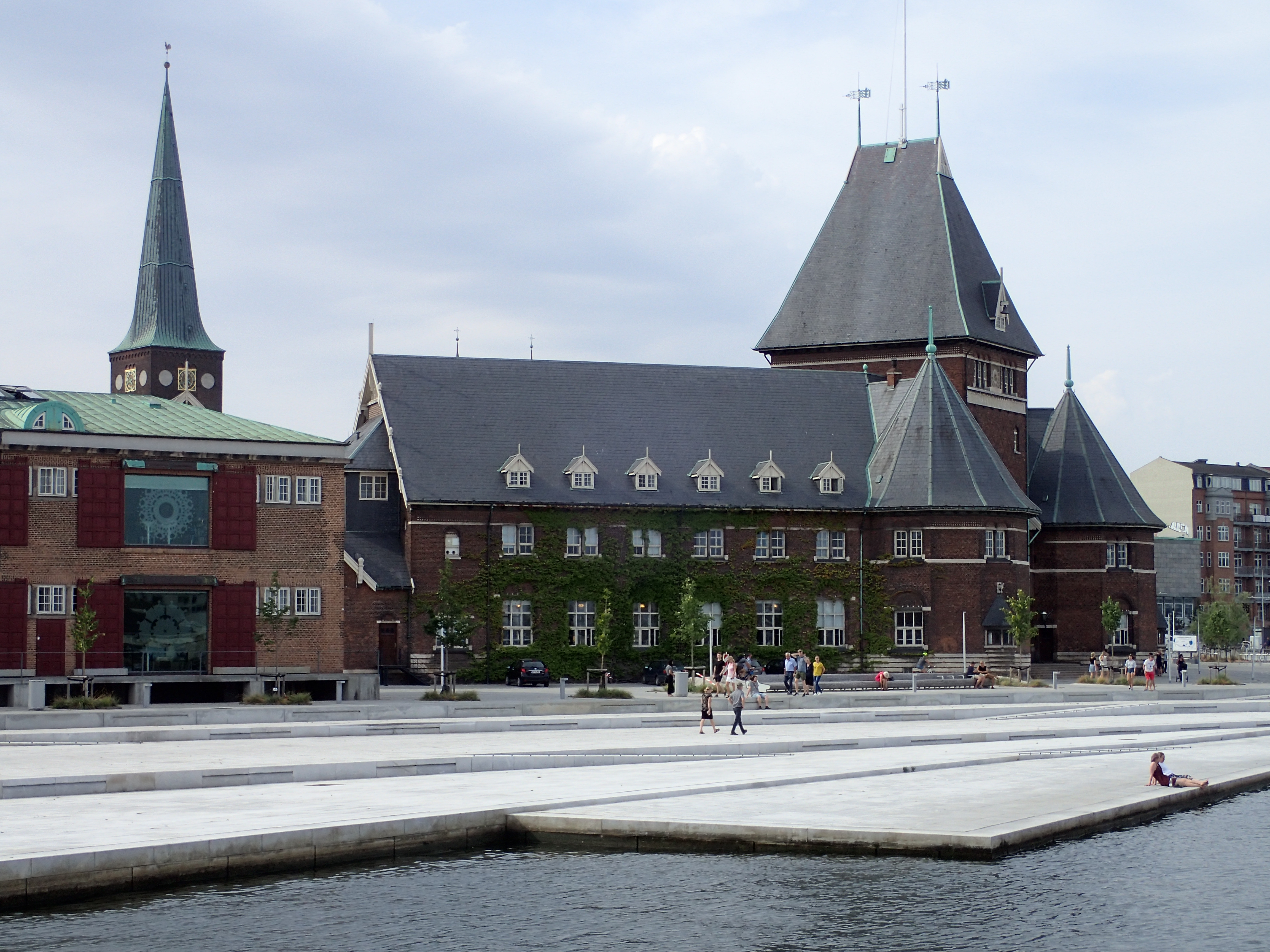
Aarhus Custom House
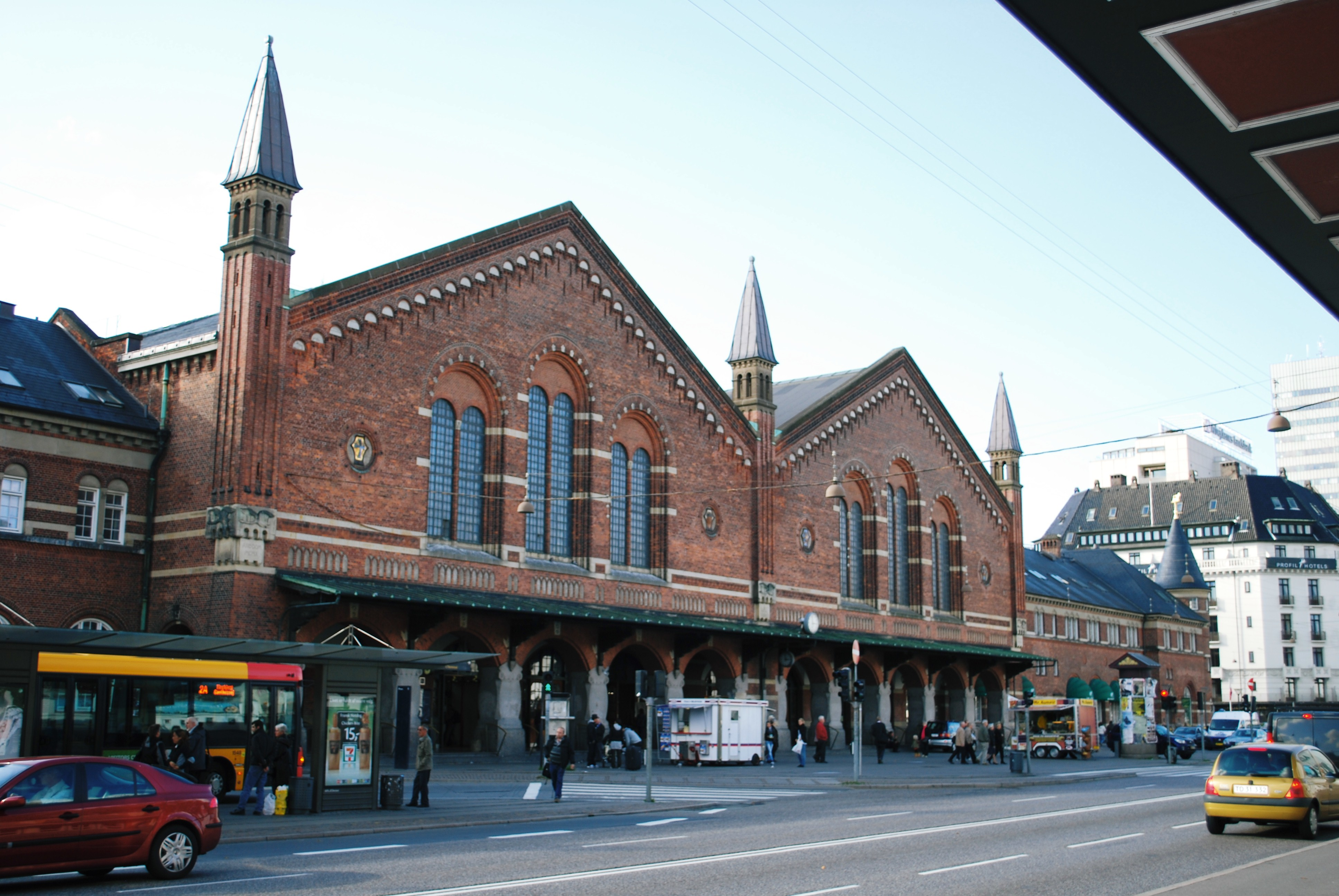
Estación Central de Copenhague (1904-1911)
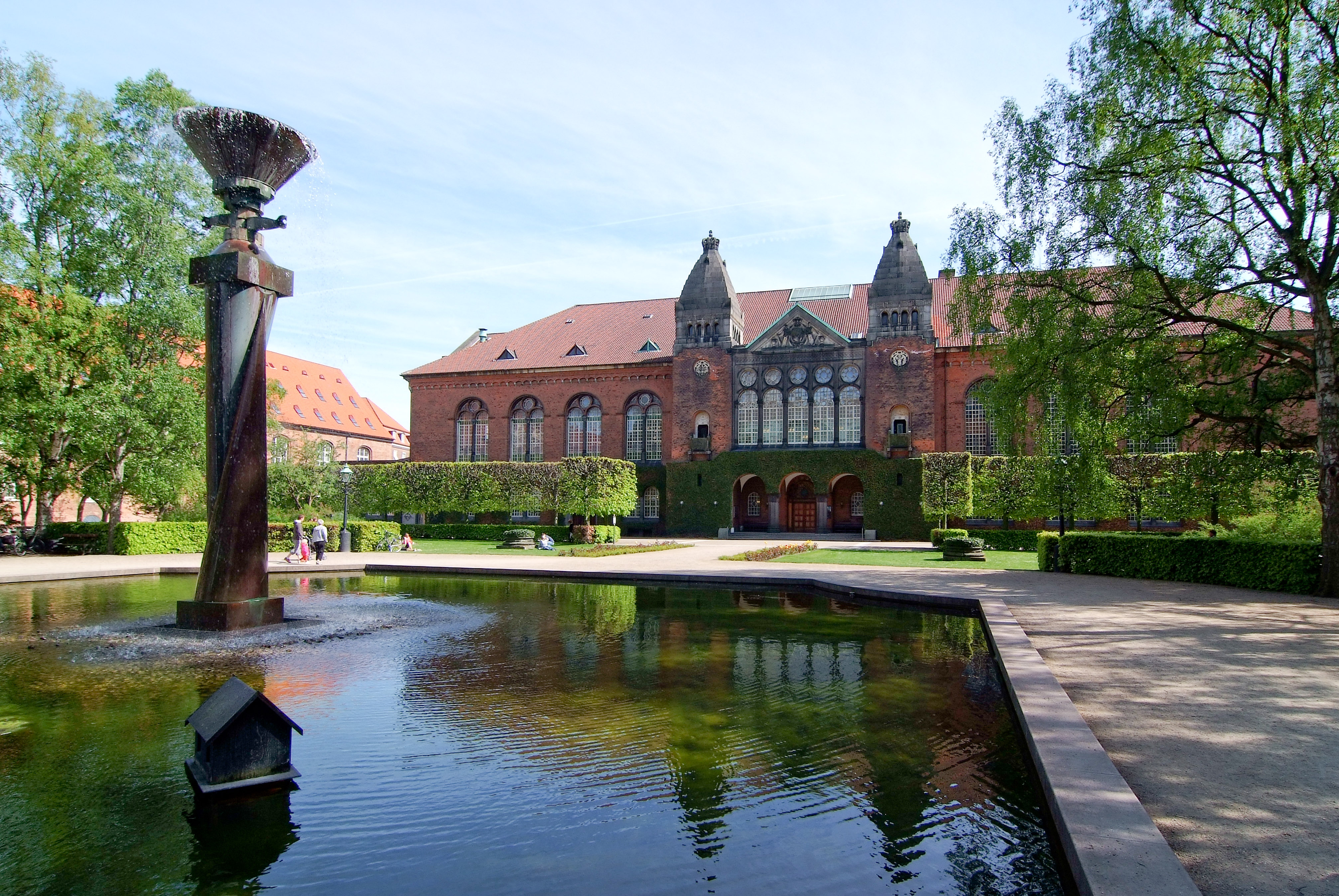
Biblioteca Real de Dinamarca (1920)
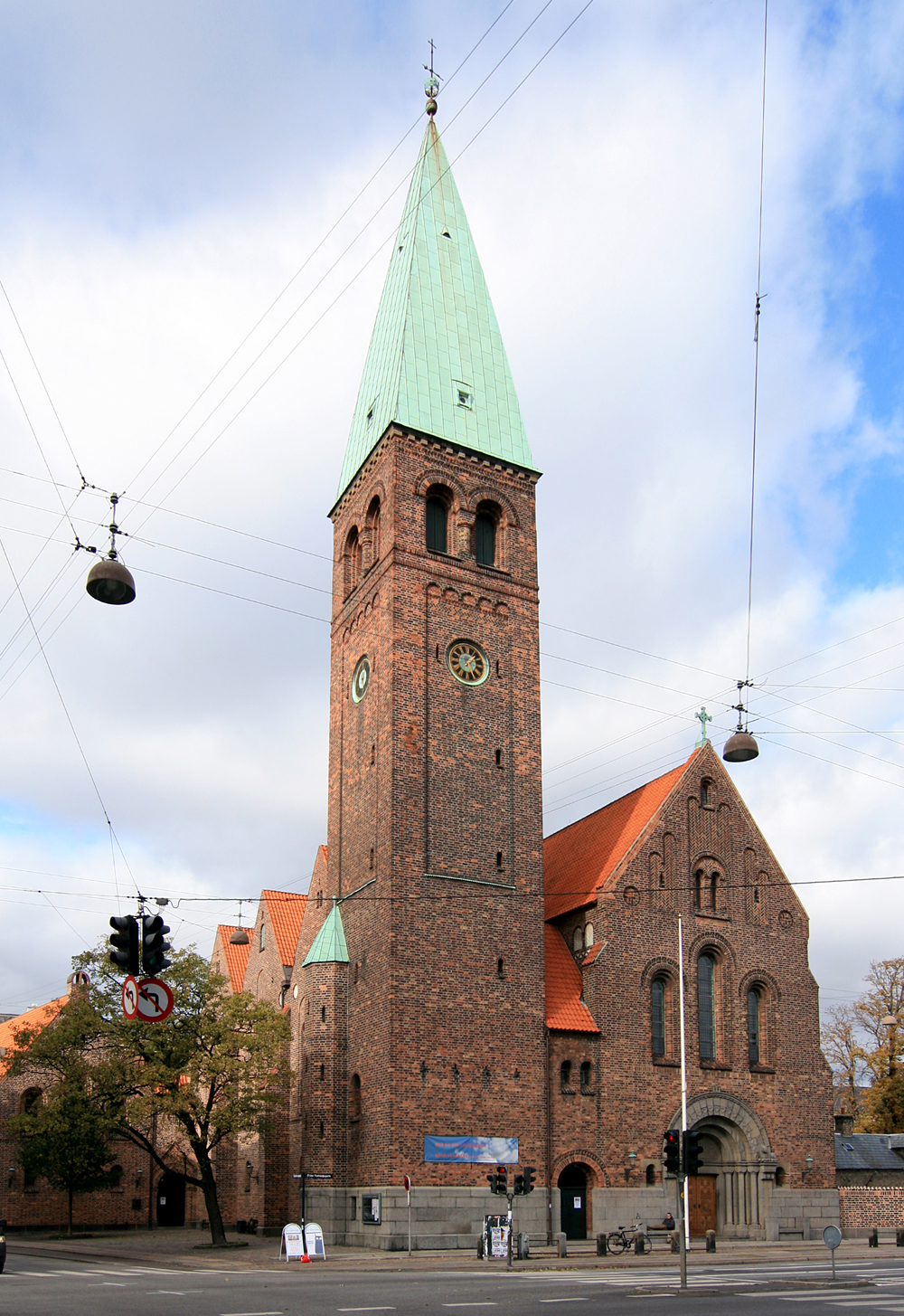
Iglesia de San Andrés
Landsarkivet for Nørrejylland

## Arquitectura romántico nacionalista en Finlandia
La aparición del Art Nouveau en Finlandia fue en la era del despertar de la identidad nacional, el interés por el folklore y la historia. Por lo tanto, el Art Nouveau estaba estrechamente asociado con el romanticismo nacional, un movimiento que se ha desarrollado rápidamente desde finales del siglo XIX en diversos campos de la cultura: arquitectura, literatura, música y pintura.
El evento más importante que hizo hablar sobre la arquitectura finlandesa original fue la Exposición Universal de París (1900), donde el pabellón finlandés, diseñado por el trío de arquitectos Gesellius-Lindgren-Saarinen fue universalmente admirado y ganó reconocimiento internacional. El público quedó impresionado por la combinación inusual de formas provenientes de la arquitectura de madera finlandesa, antiguas iglesias de piedra y el estilo Art Nouveau que estaba de moda en ese momento.
En la siguiente década, una nueva dirección tomó forma y ganó popularidad en Finlandia, y Saarinen, Lindgren y Gesellius crearon varios edificios en Helsinki y otras ciudades del país. Lo más significativo de su trabajo: su propia casa y taller «Vittresk» (Hvitträsk), edificio del Museo nacional de Finlandia, Edificio sede de la compañía de seguros «Pohola» (1901), casas en la península Katajanokka. Más tarde, Saarinen construyó los edificios de la Estación de ferrocarril de Helsinki Central (1906-1914) y Vyborg (1913, sin conservar).
Un destacado representante del romanticismo nacional en Finlandia fue el arquitecto Lars Sonck, quien construyó varias iglesias (catedral de San Miguel en Turku, catedral de Tampere, iglesia del Kallio en Helsinki), así como muchos edificios residenciales, públicos y comerciales (edificio de la compañía telefónica, edificio del hospital en el área de Eyre). y etc.)
Los arquitectos del Art Nouveau finlandés abandonaron tanto la decorativa y la pomposidad abundantes del eclecticismo como la simetría y regularidad del clasicismo. Utilizaron una composición libre de todo y partes, debido al propósito funcional, el pintoresco desmembramiento dinámico de los volúmenes. Las formas externas utilizaron motivos de la antigua arquitectura románica y popular. Siluetas expresivas de techos puntiagudos y torres, se adaptan hábilmente al entorno natural. Materiales tradicionales ampliamente utilizados como el granito y la madera.
Otros ejemplos fineses: 
- Teatro nacional de Finlandia (Suomen Kansallisteatteri) (1902)
- Polytechnic Students' Union o edificio Sampo (1903)
- Tarvaspää, (1913) la casa y el estudio construido por el pintor finlandés Akseli Gallen-Kallela

Edificios en Finlandia
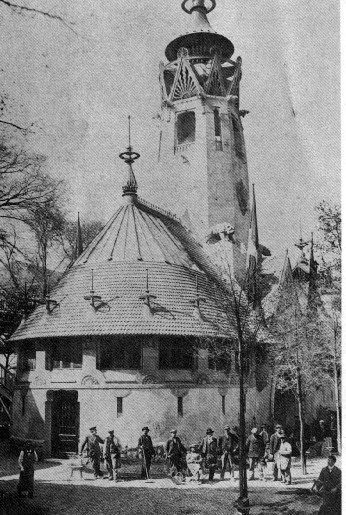
Pabellón de Finlandia en la Exposición Universal de París (1900) (Saarinen, G. Gesellius, A. Lindgren)
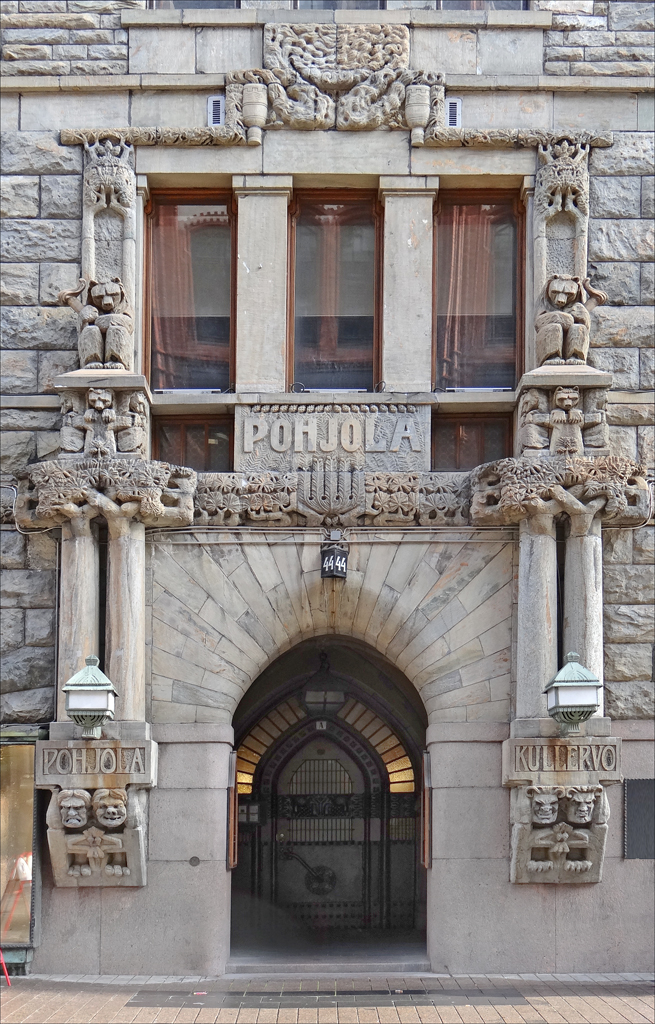
Edificio de la compañía Pohyola (Saarinen, Gesellius y Lindgren, 1899-1901)
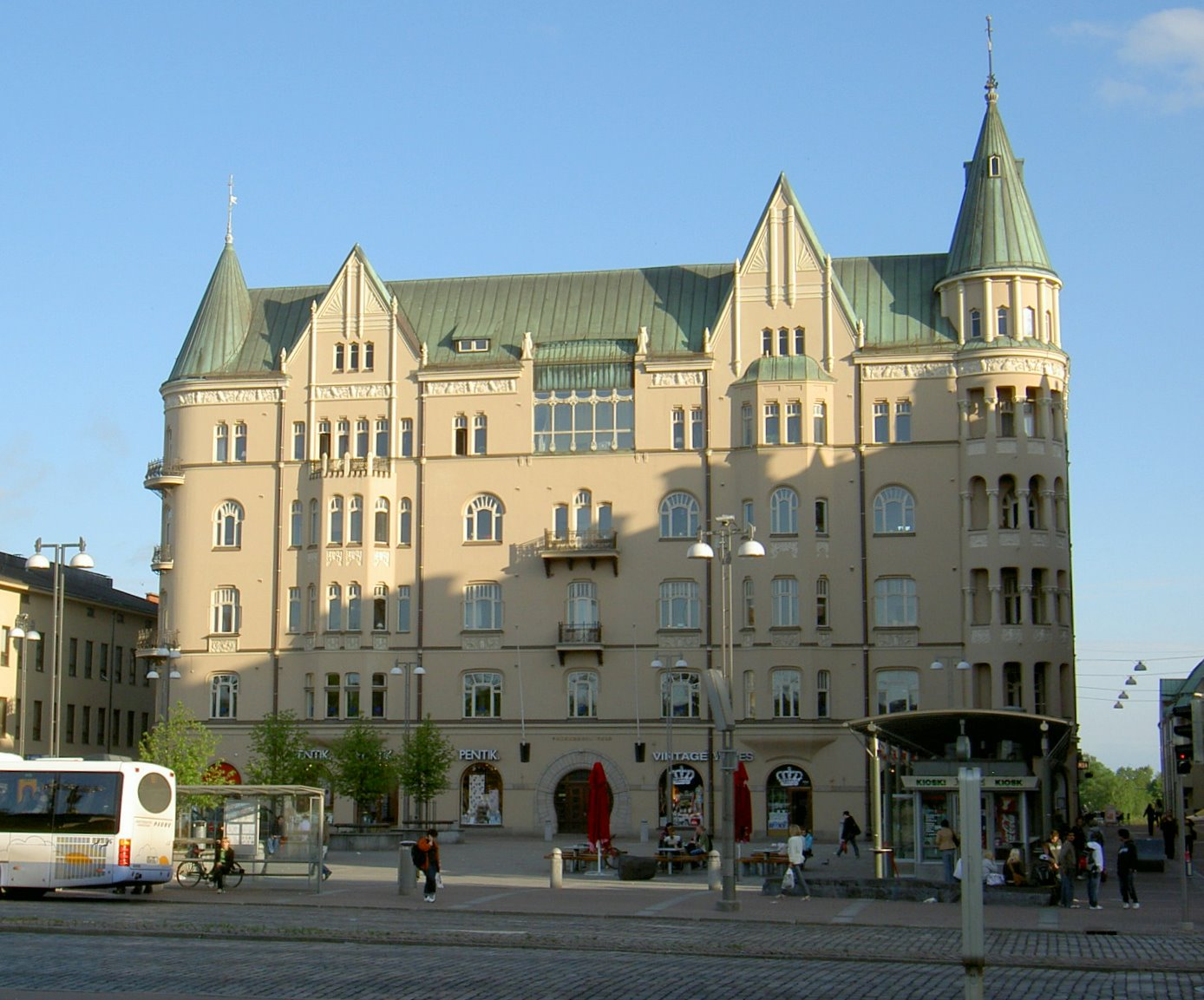
Edificio residencial "Palander" en Tampere (B. Federley, 1901)
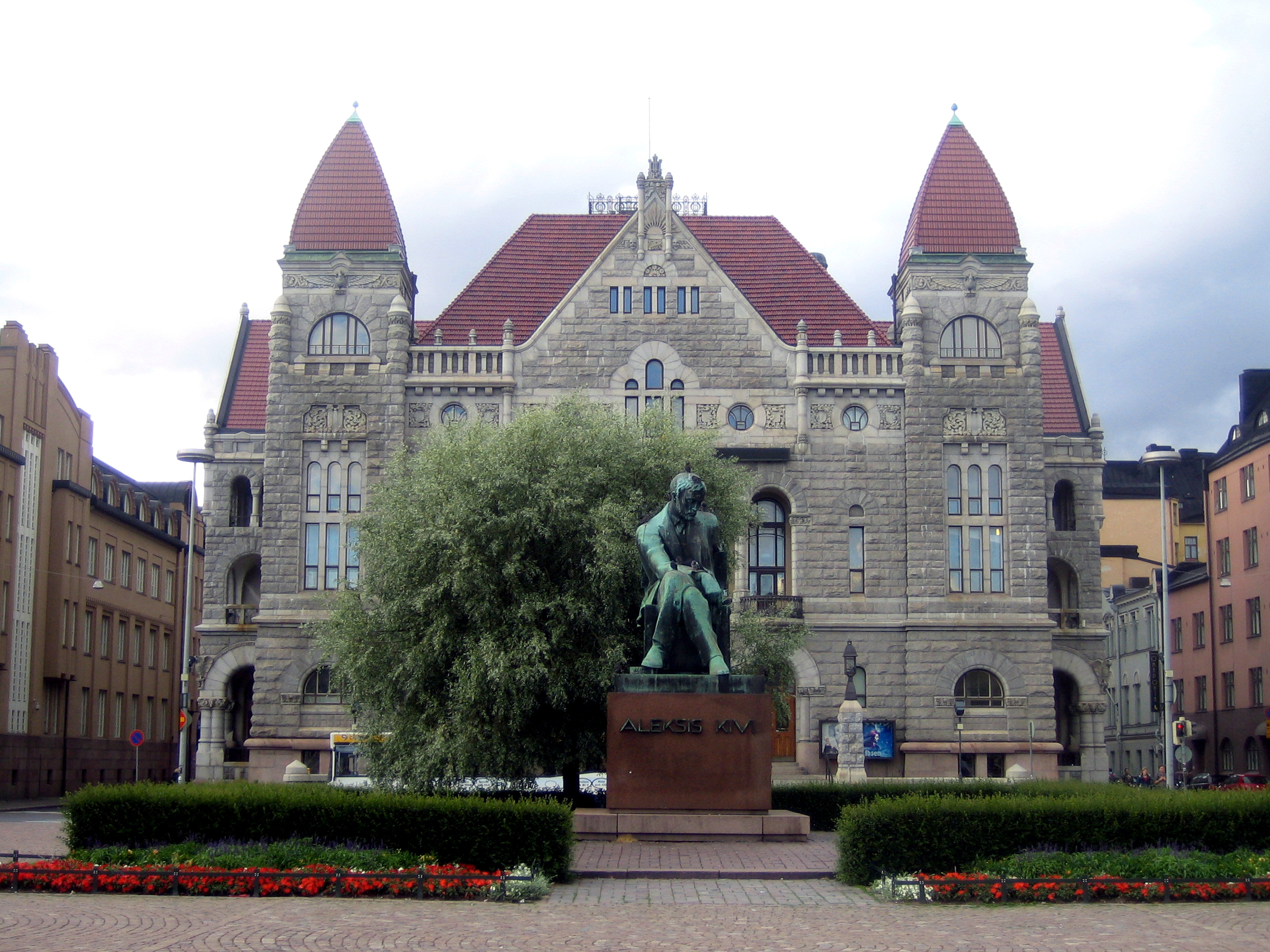
Teatro nacional de Finlandia (O. Tarjan, 1902)
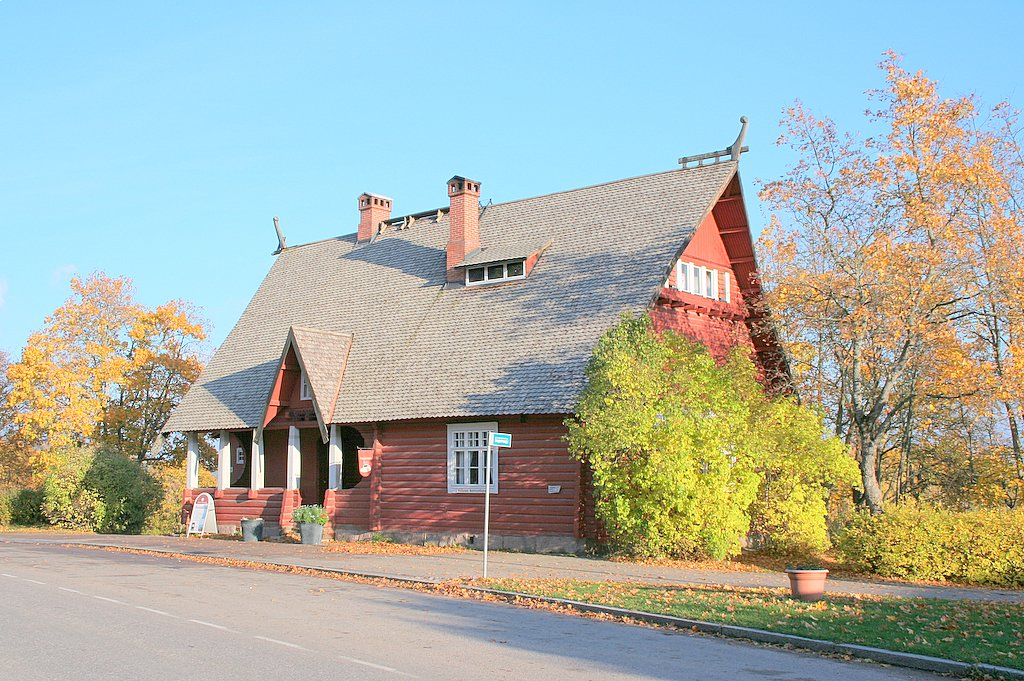
Casa municipal de Hollola (1902)
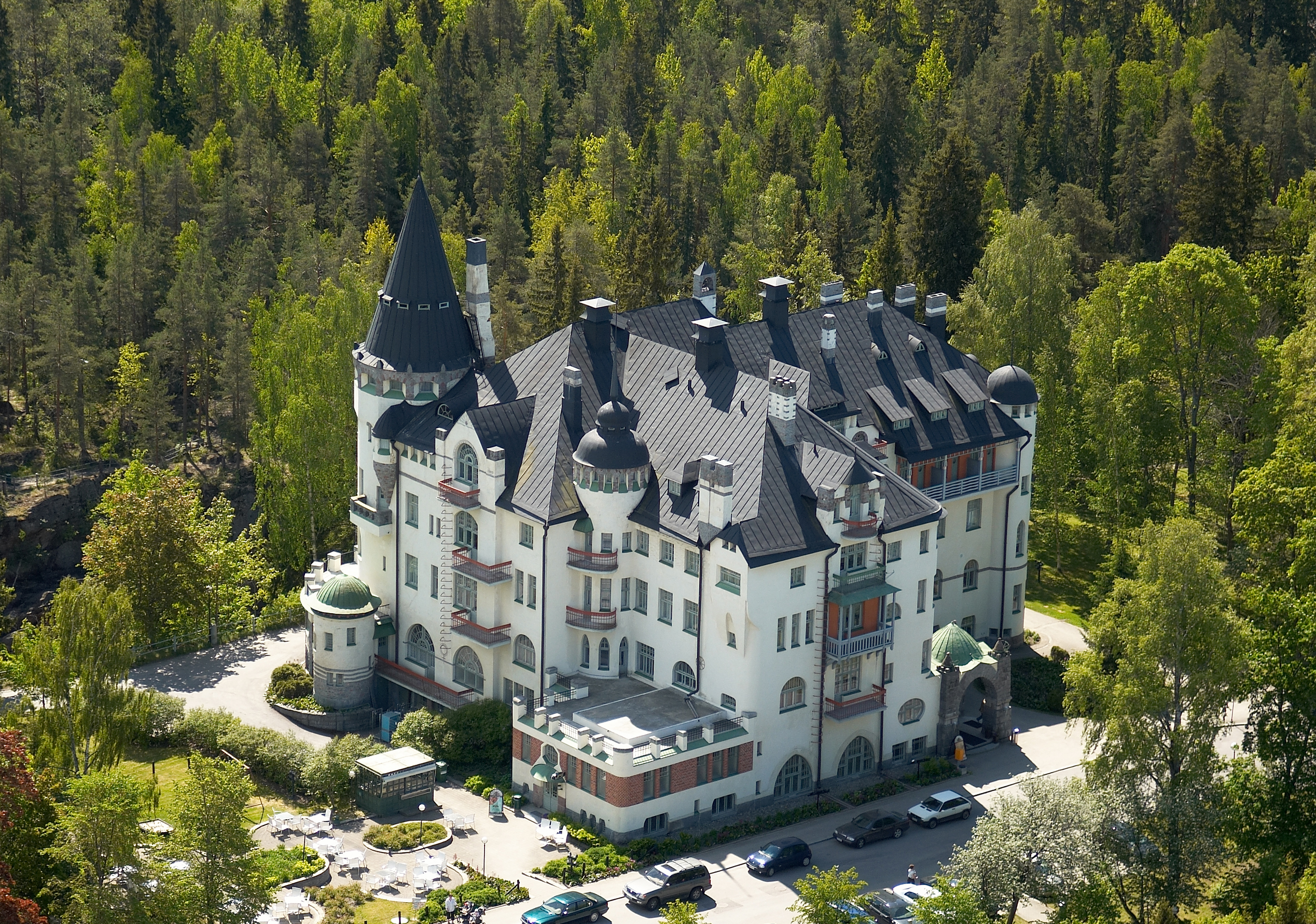
Hotel Imatran Valtionhotelli en Imatra (W. Nyustrom, 1903)
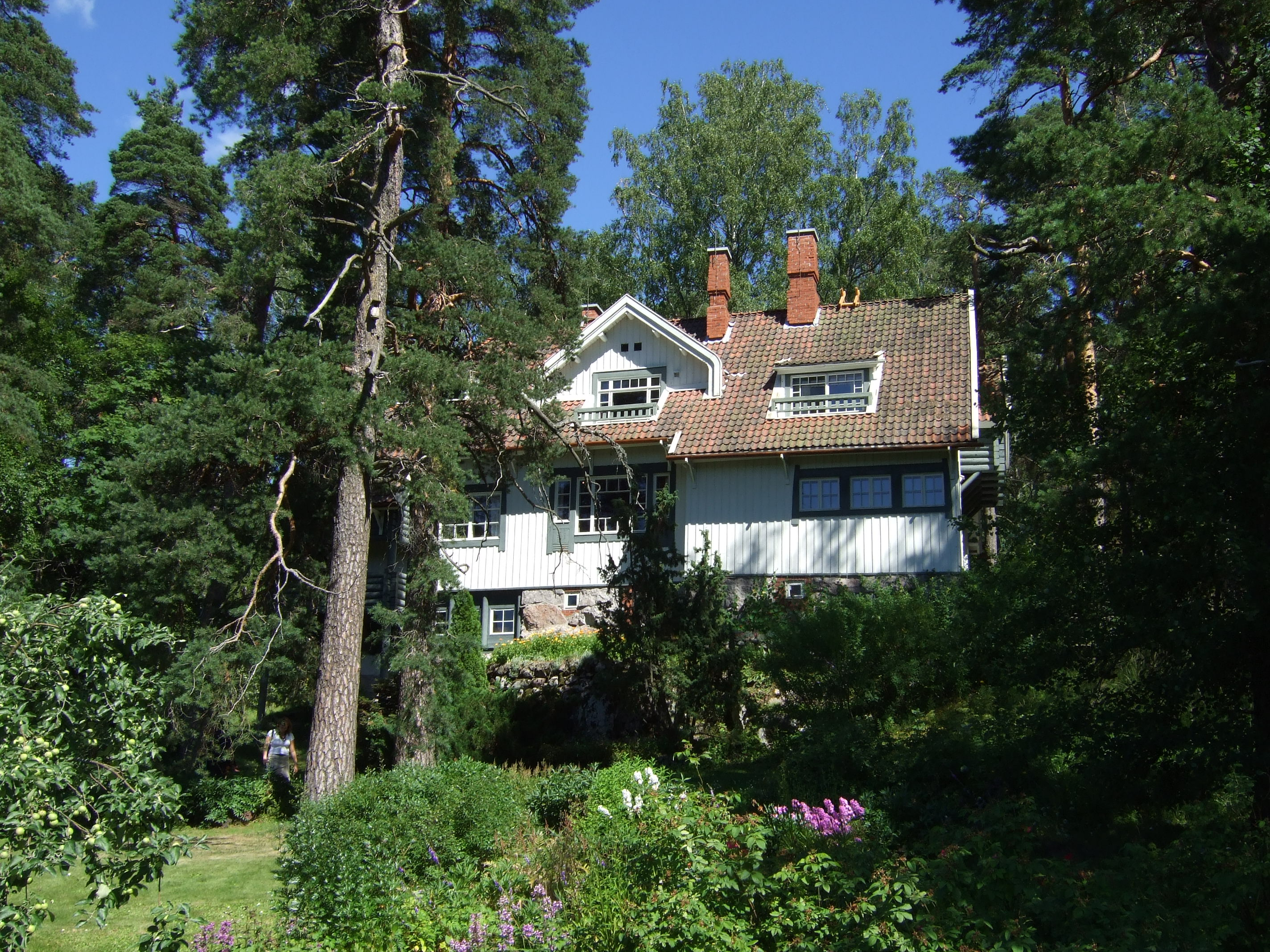
Ainola, casa de Jean Sibelius (Lars Sonck, 1904)
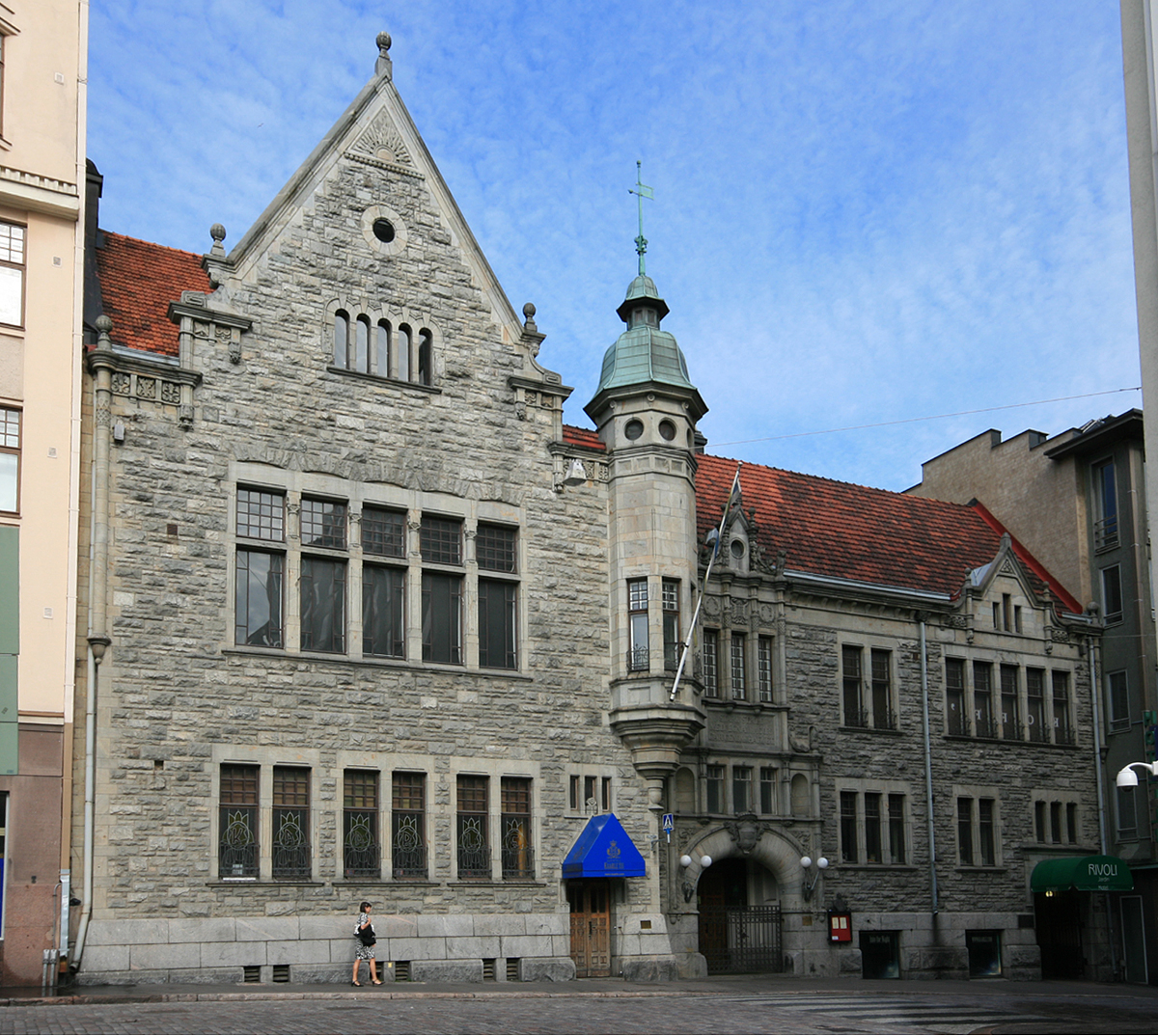
Nylands Nation, nación estudiantil de la Universidad de Helsinki (Karl Hård af Segerstad, 1904)

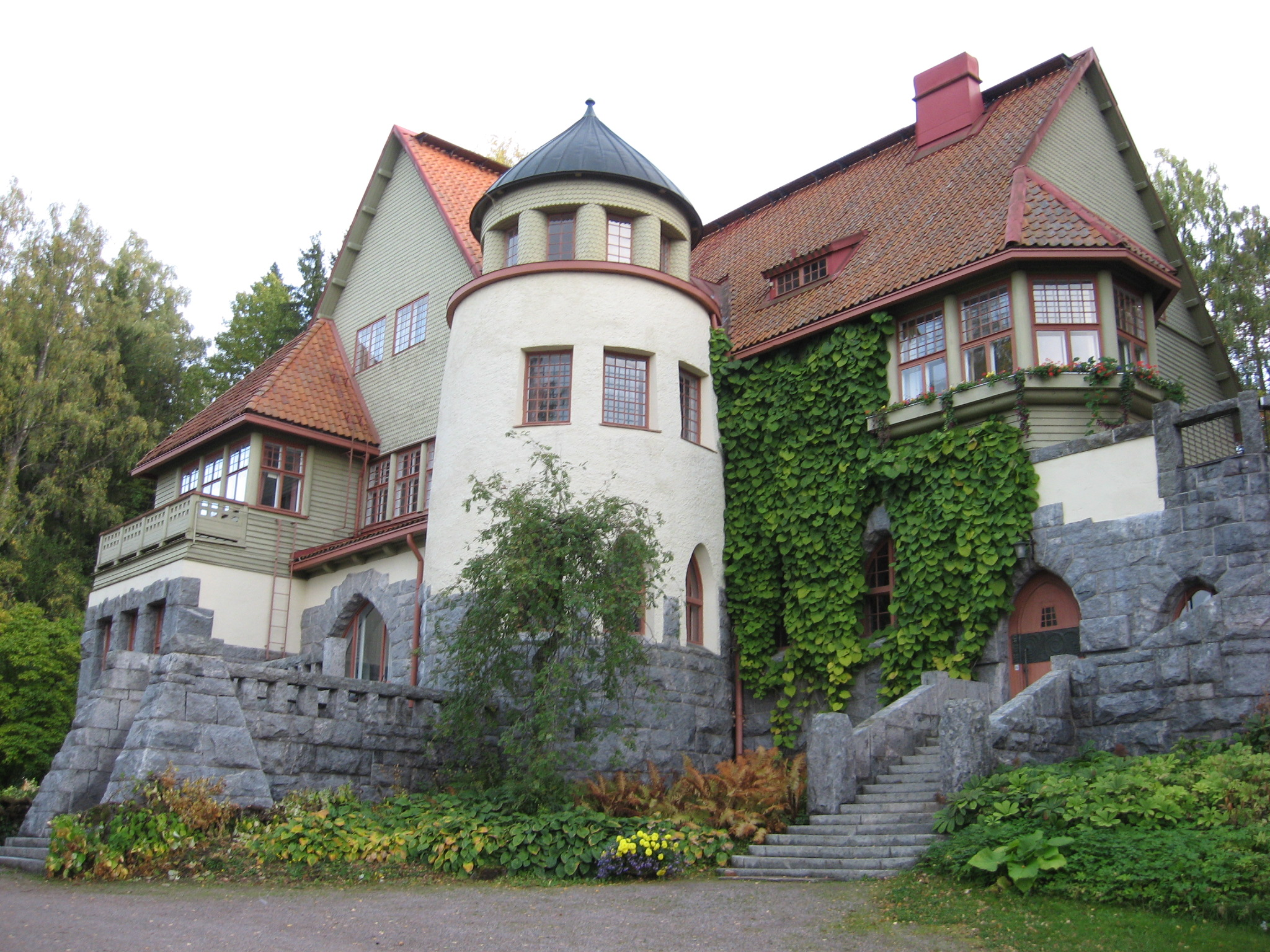
Hvittorp (cerca de Kirkkonummi). Construido por Saarinen, Gesellius y Lindgren para Robert Westerlund (1904)
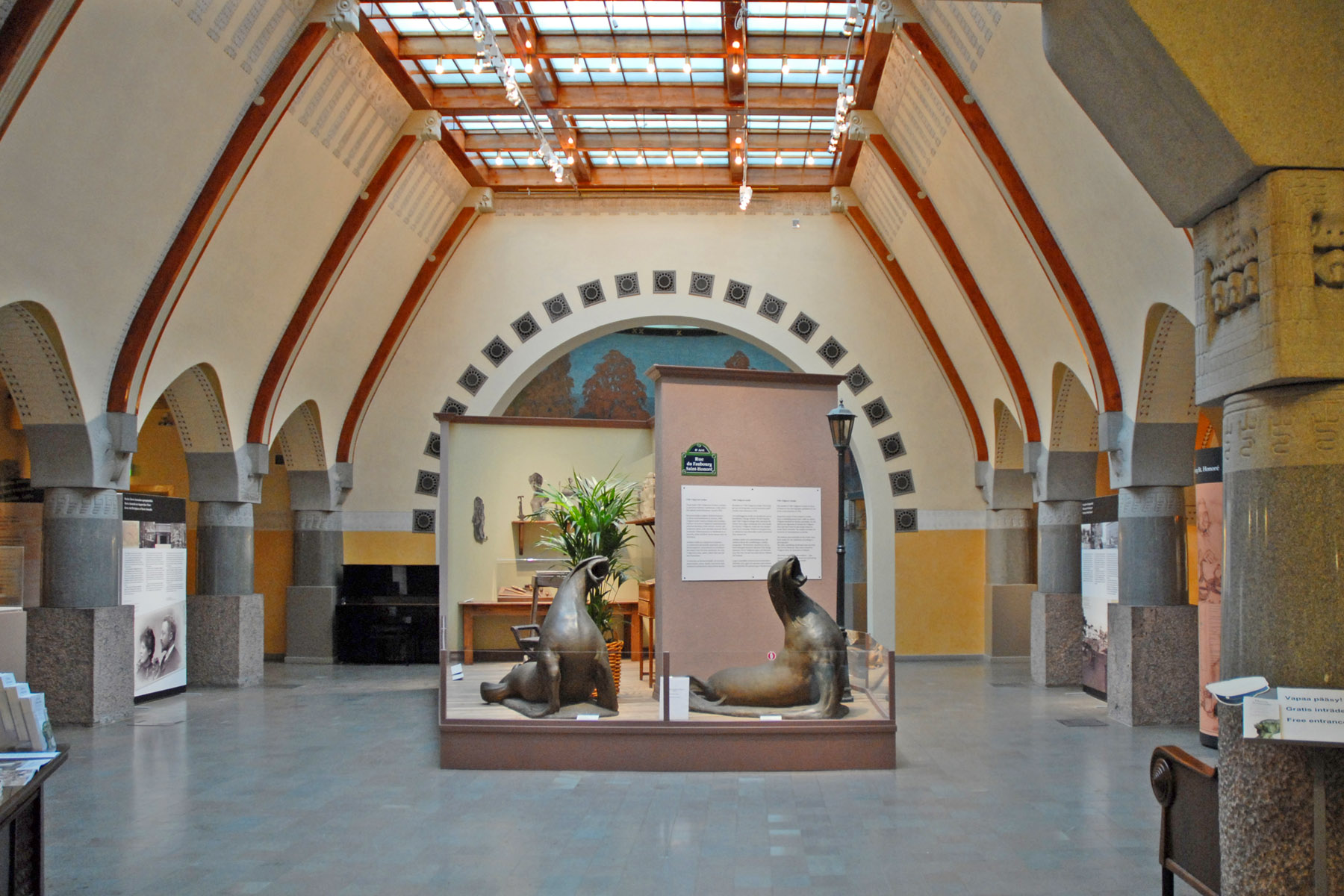
Interior de Banco de Helsinki (L. Sonck, 1904)
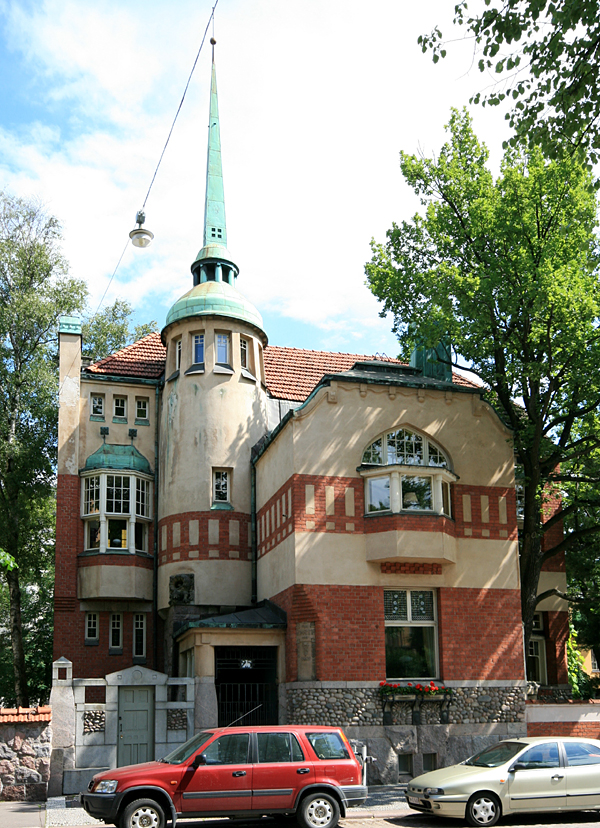
Villa Johanna en Helsinki (S. Lindquist, 1906)
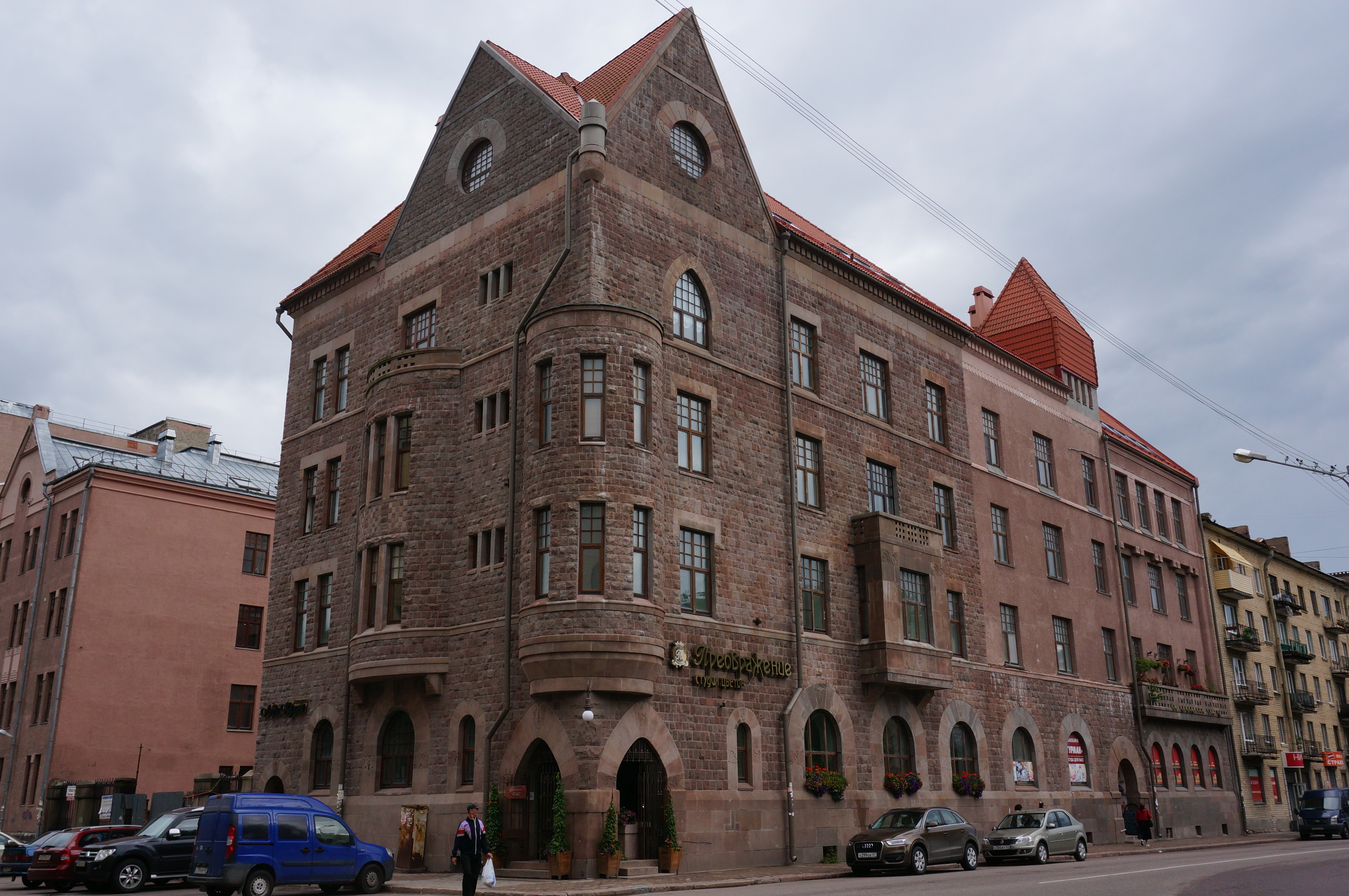
Edificio de apartamentos de la empresa "Hyakli, Lallucca & Co." en Vyborg (A. Shulman, 1906)
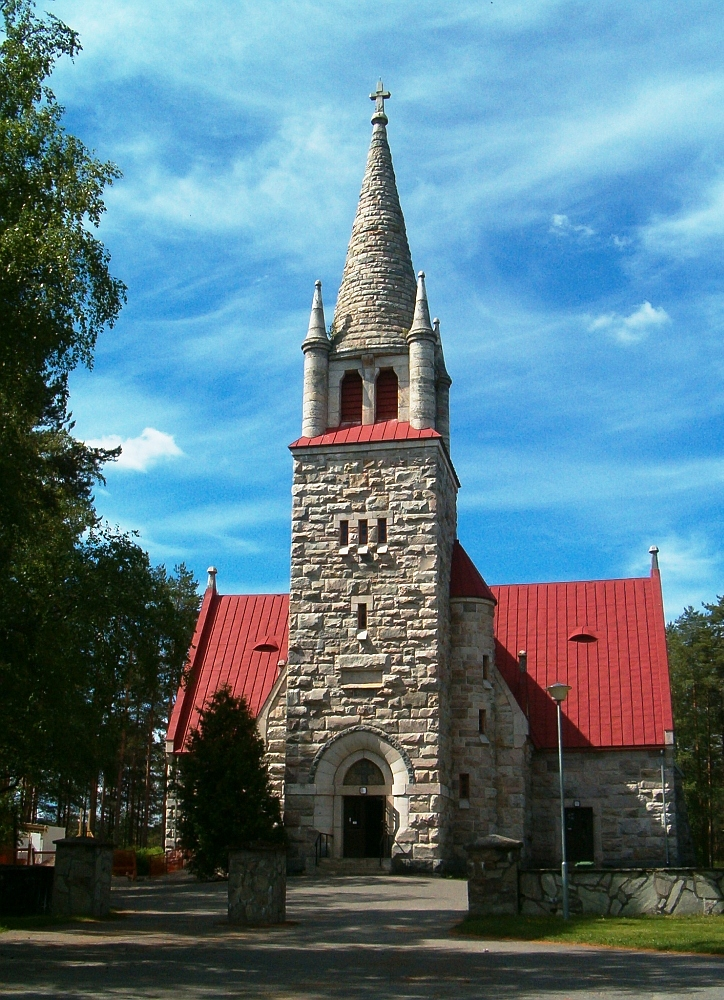
Iglesia de Nilsiä, Savo (Josef Stenbäck, 1906)
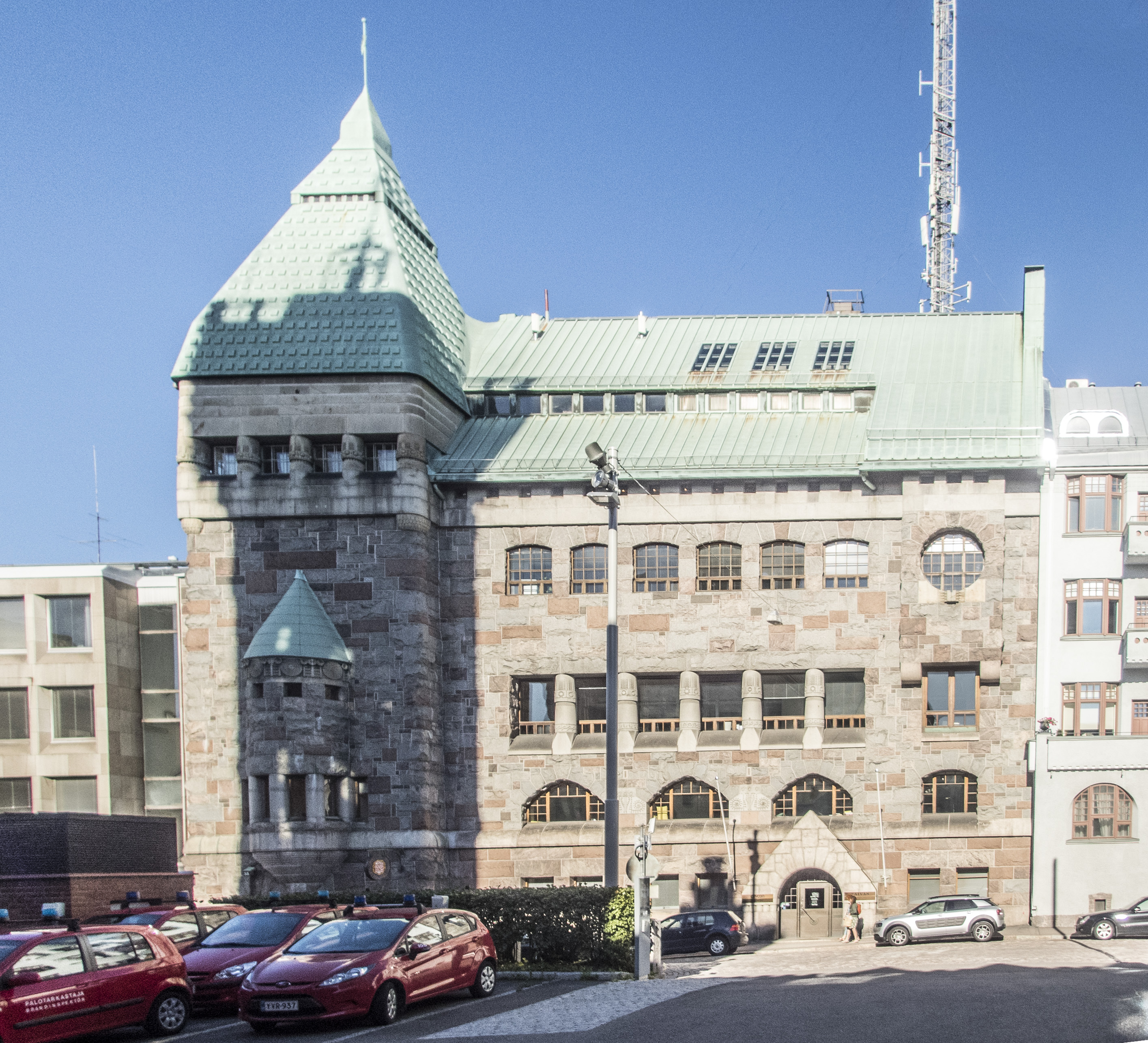
Edificio de la compañía telefónica de Helsinki (L. Sonck, 1903-1907)
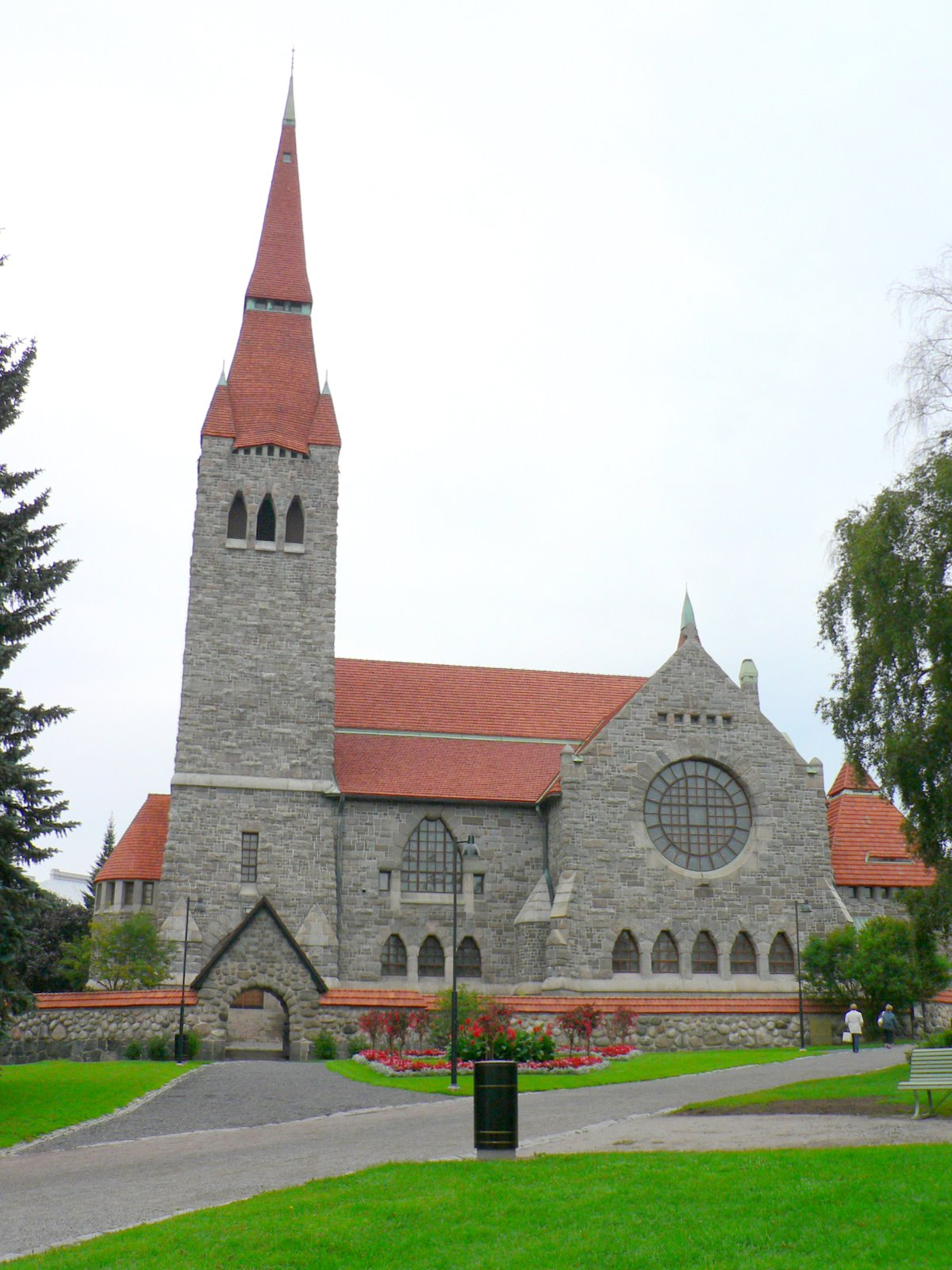
Museo nacional de Finlandia (E. Saarinen, G. Gesellius, A. Lindgren, 1905-1910)
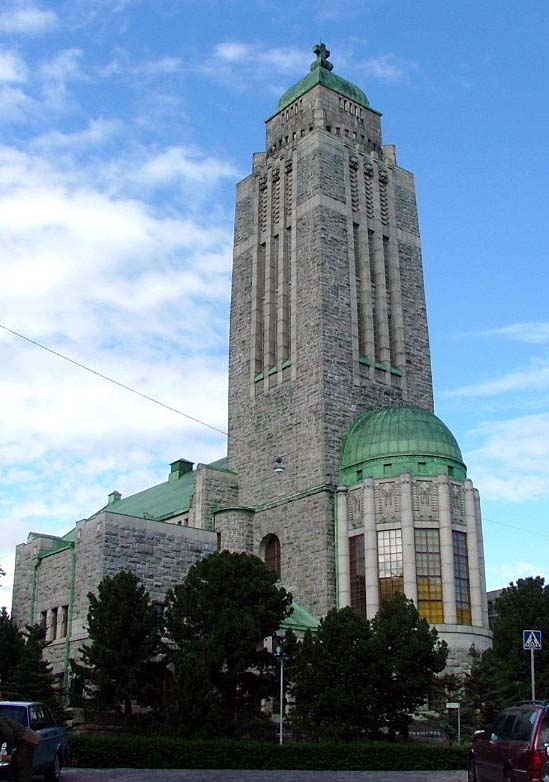
Iglesia del Kallio, Helsinki (Lars Sonck, 1908-1912)
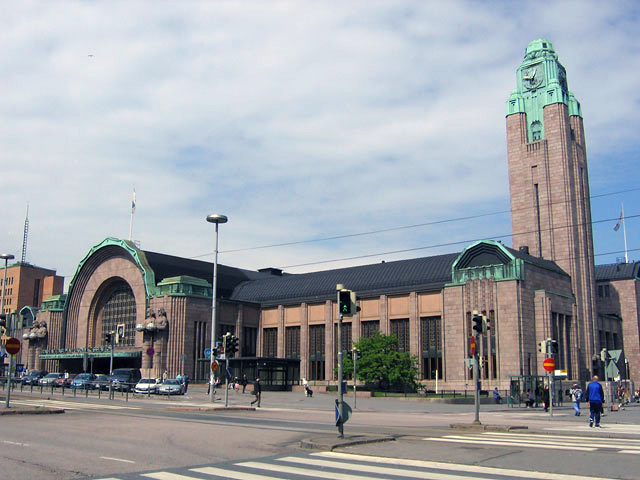
Estación Central de Helsinki  (E. Saarinen, 1909-1914)

## Arquitectura romántico nacionalista en Suecia
La Suecia nacional-romántica dibujó sus modelos a seguir en la arquitectura sueca más antigua, como el estilo popular, el castillo del período Vasa o el barroco de la era del gran poder  . Materiales como la madera, el ladrillo y la piedra natural eran comunes. El estilo premió una artesanía. Las casas de la ciudad a menudo tenían ladrillos o yeso, mientras que las villas y las casas separadas a menudo tenían fachadas de madera alquitranadas o de color rojo con ventanas densamente forradas. Los nudos, revestimientos y ventanas estaban pintados de blanco, marrón o verde. Las caídas del techo a menudo eran empinadas y rotas con cúpulas. El plano asimétrico del piso era común.
Carl Westman fue un pionero sueco importante para la arquitectura romántica nacional. En la villa de la prensa (ahora demolida), diseñada y construida en Saltsjöbaden en 1901, se dio cuenta de sus ideales: una villa pintada de rojo con nudos blancos. Con Villa Tamm en Saltsjöbaden desde 1903, Westman comenzó una serie de villas con soluciones regulares de piso y fachada. Otros arquitectos fueron Ragnar Östberg y Lars Israel Wahlman . El arquitecto Per Olof Hallman creó los planos para varias áreas con características románticas nacionales.
En el sur de Suecia, el romanticismo nacional adquirió una expresión parcialmente diferente en la arquitectura, ya que los arquitectos eligieron principalmente sus modelos de la arquitectura danesa y escandinava más antigua, lo que resultó en una arquitectura menos pesada y poderosa (en comparación con el romanticismo nacional sueco central). El museo de Malmö de John Smedberg y Fredrik Sundbärg de 1900 (hoy la biblioteca de la ciudad) tiene una clara influencia de los castillos escandinavos y daneses (Egeskov, Torup, Trolleholm) y el matadero de Salomon Sörensen de 1904 se inspiró en la arquitectura gótica tardía de la era hanseática.

### Zonas residenciales y edificios
Muchas ciudades residenciales fueron creadas durante el período romántico nacional. Muchas villas de esta época muestran una mezcla de diferentes estilos. Algunos de los edificios que se agregaron a las ciudades residenciales durante este período tenían elementos de la alegría de la carpintería anterior, el estilo suizo y también la arquitectura Art Nouveau posterior . Durante la década de 1910, el estilo Art Nouveau quedó obsoleto y fue reemplazado por un estilo más estricto con rasgos clasicistas (también llamado clasicismo del siglo XX o gracia sueca). Pocas áreas tienen casas de estilo romántico puramente nacional —Stocksund y Djursholm(norte de Estocolmo), Djurgården (Estocolmo) y Storängen (sureste de Estocolmo)—, siendo ejemplos destacados edificios como la Torre Cedergrenska (Stocksund, 1896), la Villa Sagatun (Hägersten, Estocolmo, década de 1880) y las Villas del curman (Lysekil, 1880).
Pocas áreas urbanas tienen solo un estilo romántico nacional, pero Lärkstaden en Estocolmo pertenece a un área con un estilo romántico nacional distinto. Las áreas que hasta cierto punto tienen o han tenido ese estilo ideal también se pueden encontrar en Lärkstaden (Östermalm, Estocolmo, 1909-1918), Fridhem (Malmö, villas individuales con características románticas nacionales) o Erik Dahlbergsgatan (Gotemburgo, 1902).

Edificios en Suecia
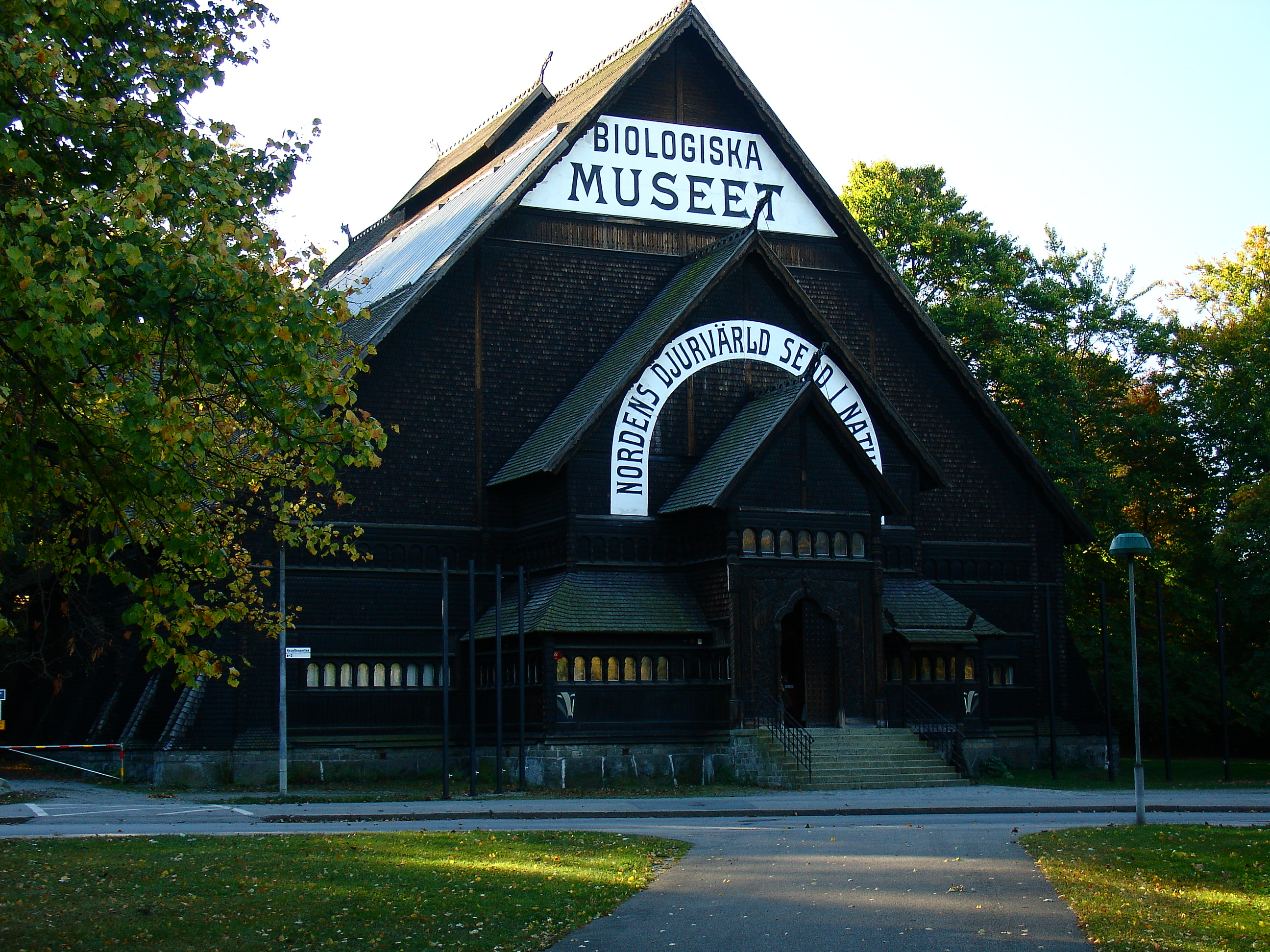
Museo Biológico (Djurgården, Estocolmo, 1893), de Agi Lindegren
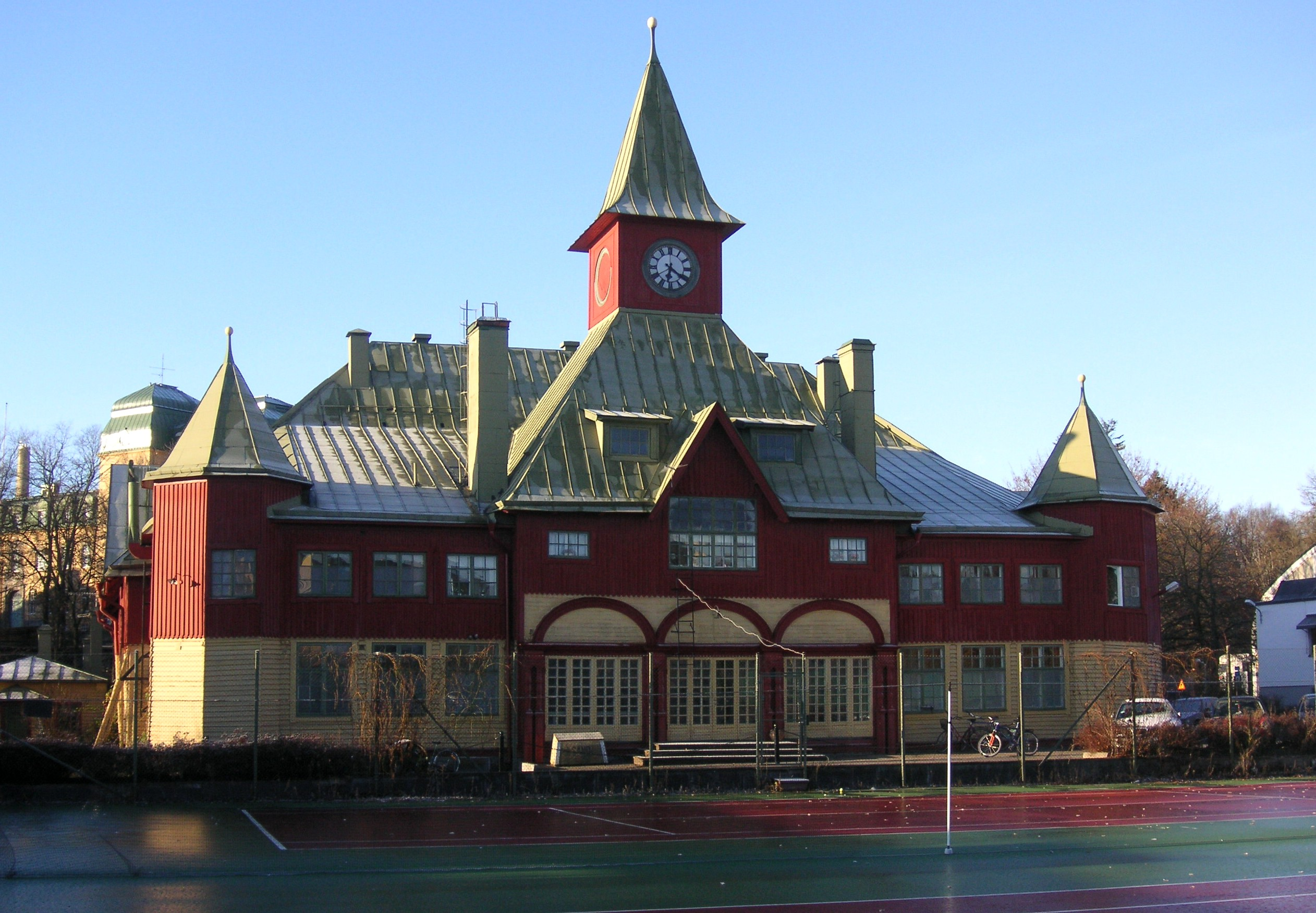
Pabellón de tenis en Estocolmo (1896), de Fredrik Liljekvist
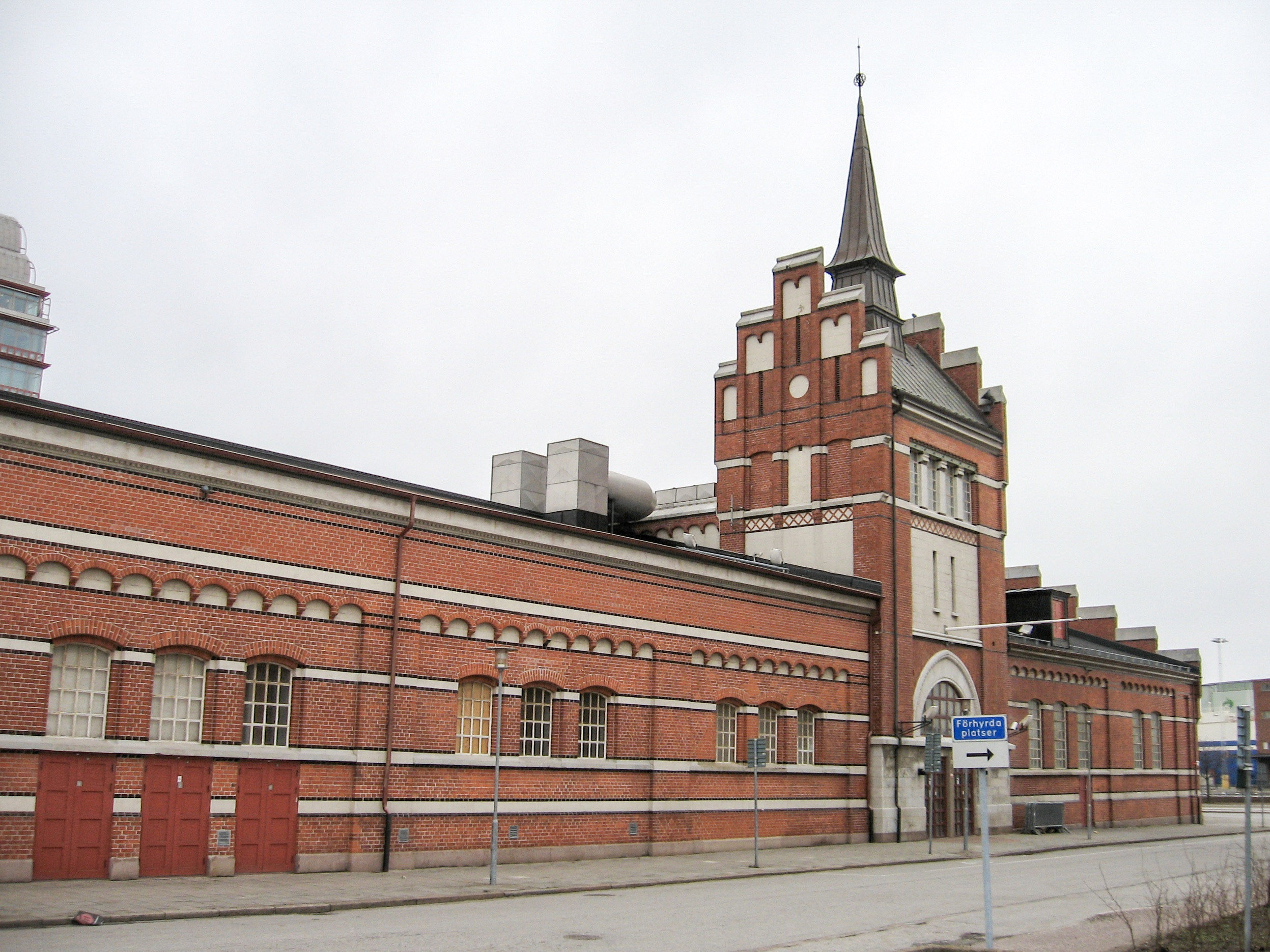
Slakthuset en Malmö (1904), de Salomon Sörensen
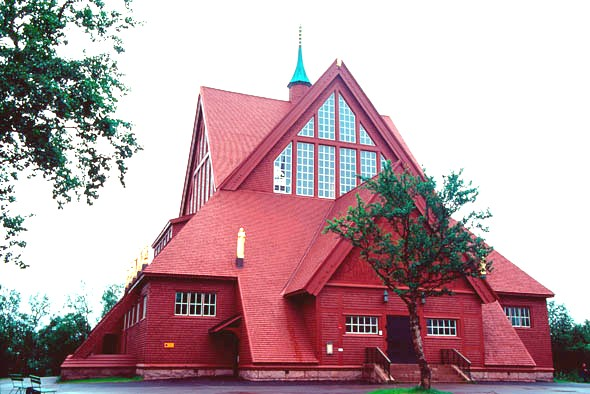
Iglesia de Kiruna (1909-1912), de Gustaf Wickman
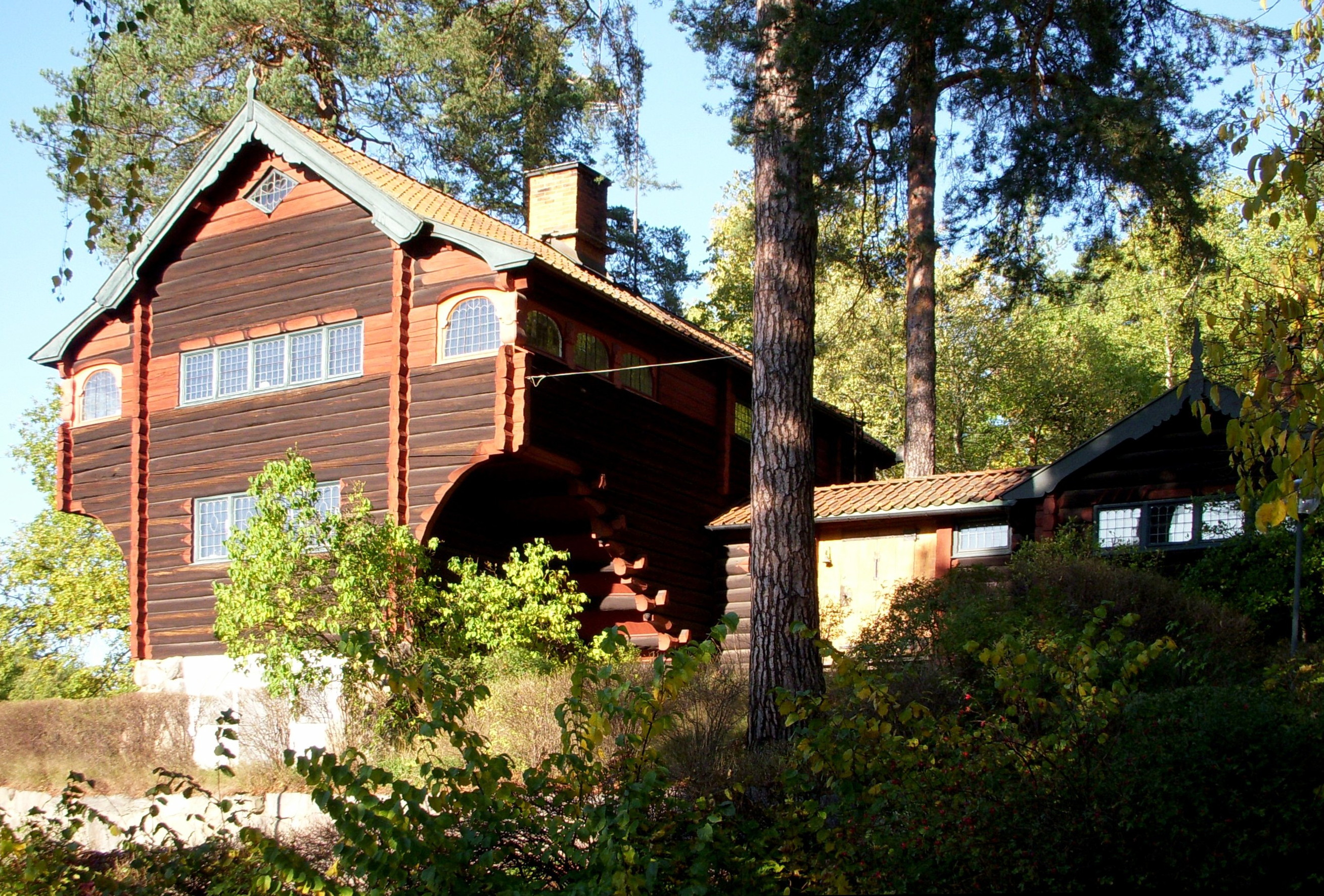
Villa Tallom, Djursholm, de Lars Israel Wahlman
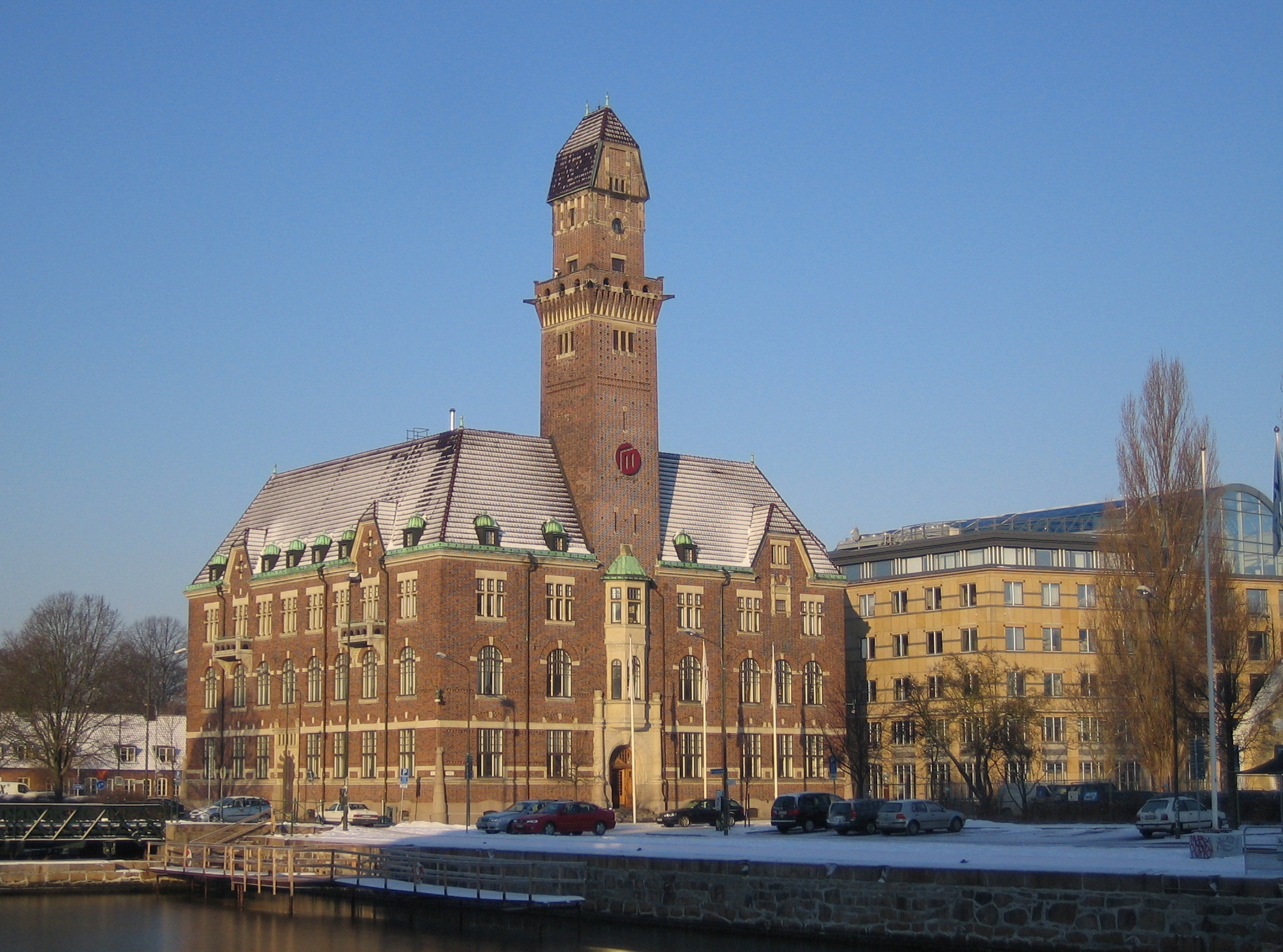
Oficina Portuaria en Malmö, ahora Oficina del Rector de la Malmö högskola, de  Harald Boklund

## Otros países
- Estonia:

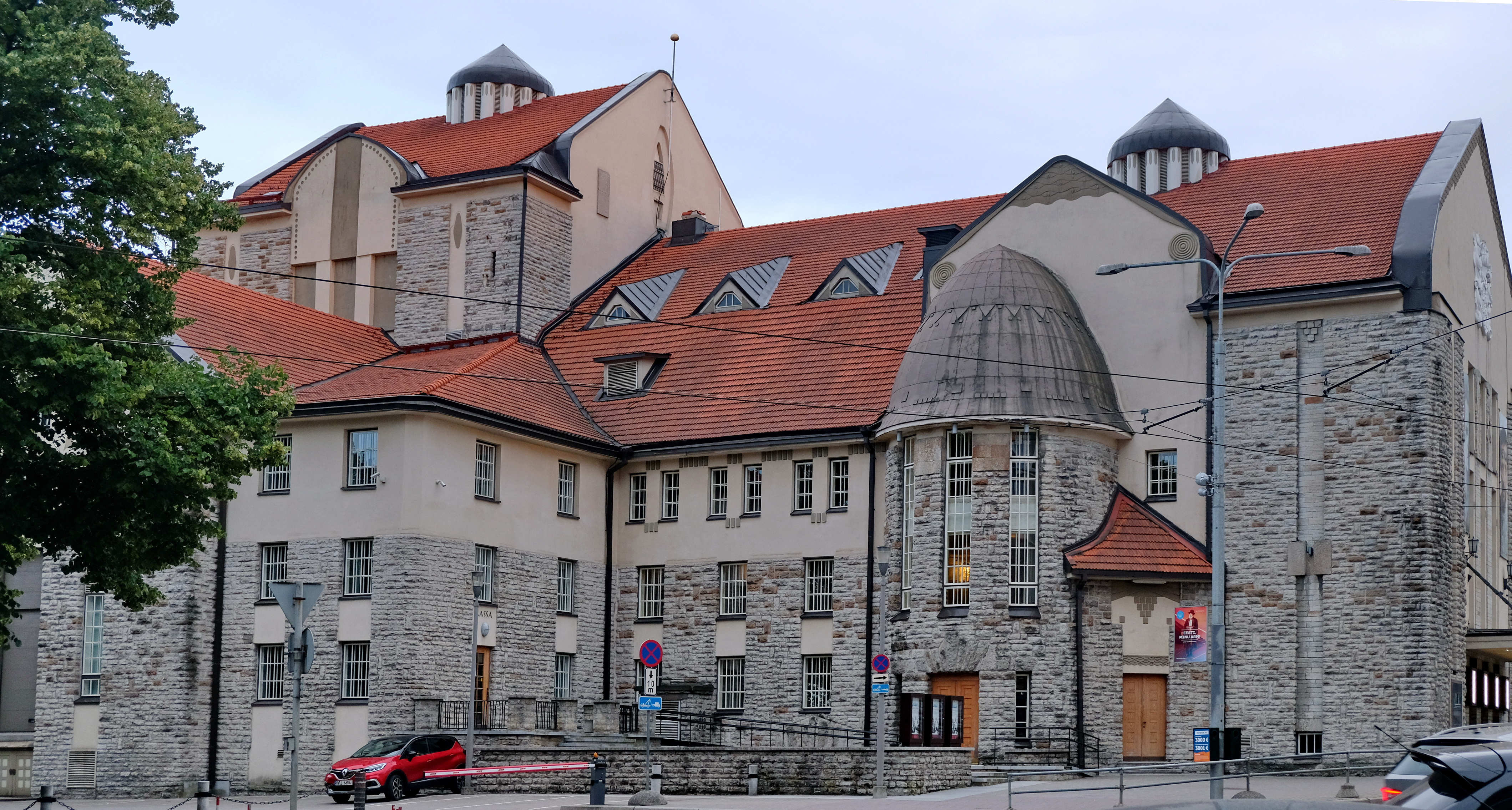
Reval German Theatre, Estonia

- Holdre Manor (Holdre mõis) (1910)
- Taagepera Castle (Taagepera mõis) (1912)

- Noruega:

- Bergen Station (Bergen stasjon) (1913)
- Iglesia de Frogner (Frogner kirke) (1907)
- Instituto noruego de tecnología (Norges tekniske høgskole) (1910)
- Iglesia de Vålerenga (Vålerenga kirke) (1902)

- Suecia: importantes practicantes del estilo fueron Carl Westman, Theodor Wåhlin y Ragnar Östberg. Obras destacadas:

- Palacio de Justicia de Estocolmo (Stockholms Rådhus) (1915)
- Museo Röhss (Röhsska konstslöjdsmuseet) (1916)
- Ayuntamiento de Estocolmo (Stockholms stadshus ) (1923)
- Church of the Epiphany (Uppenbarelsekyrkan) (1913, Sweden)

- Otros países:

- Dresden Saxon District Court (Königlich-Sächsisches Landgericht) (1902, Germany)
- Tolstoy House (Толстовский дом) (1912, Russia)
- Parroquia de Santa Teresa del Niño Jesús de Barcelona (Parròquia de Santa Teresa del Nen Jesús) (1932)

Edificios en Rusia
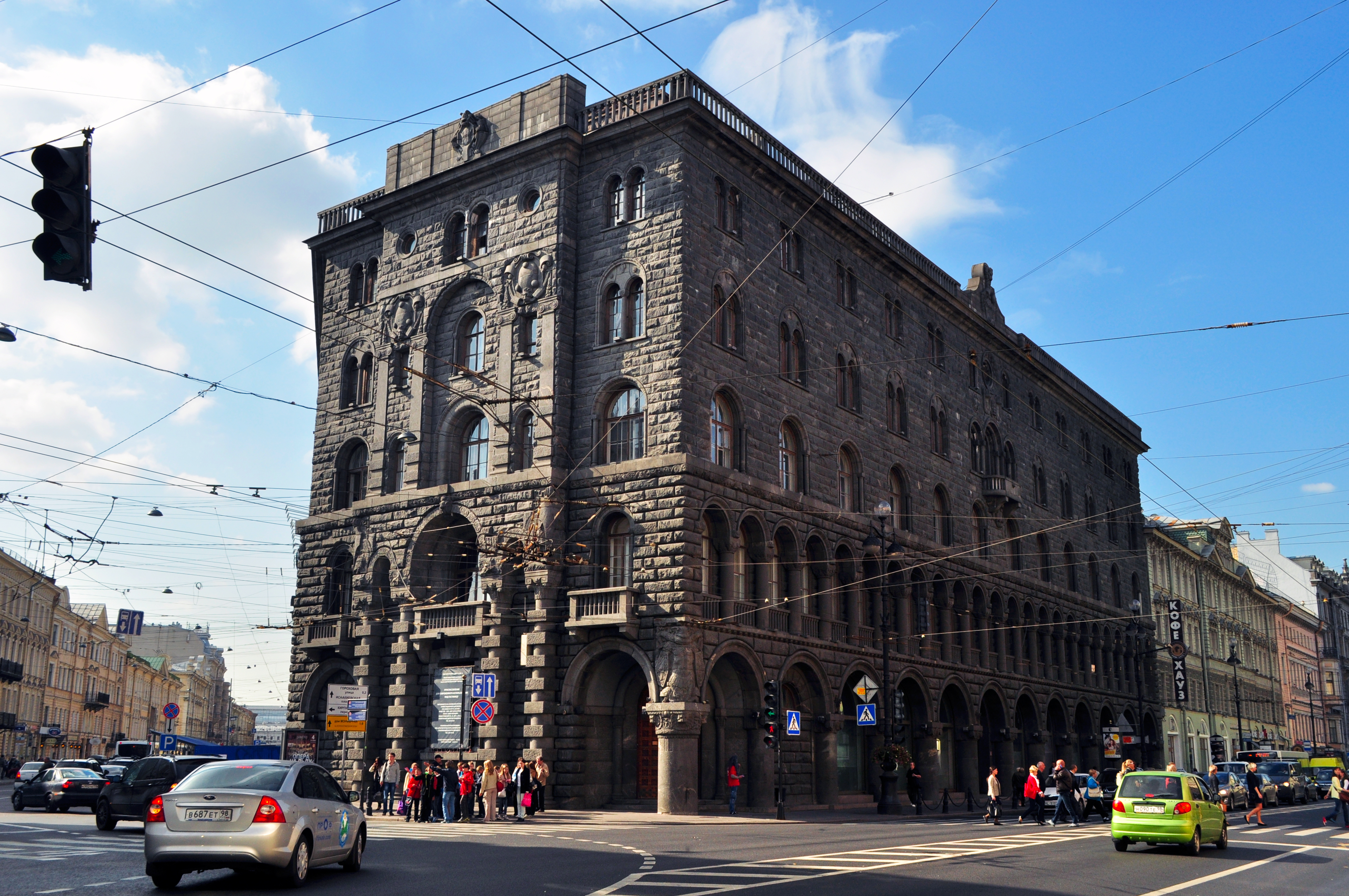
Banco Wawelberg
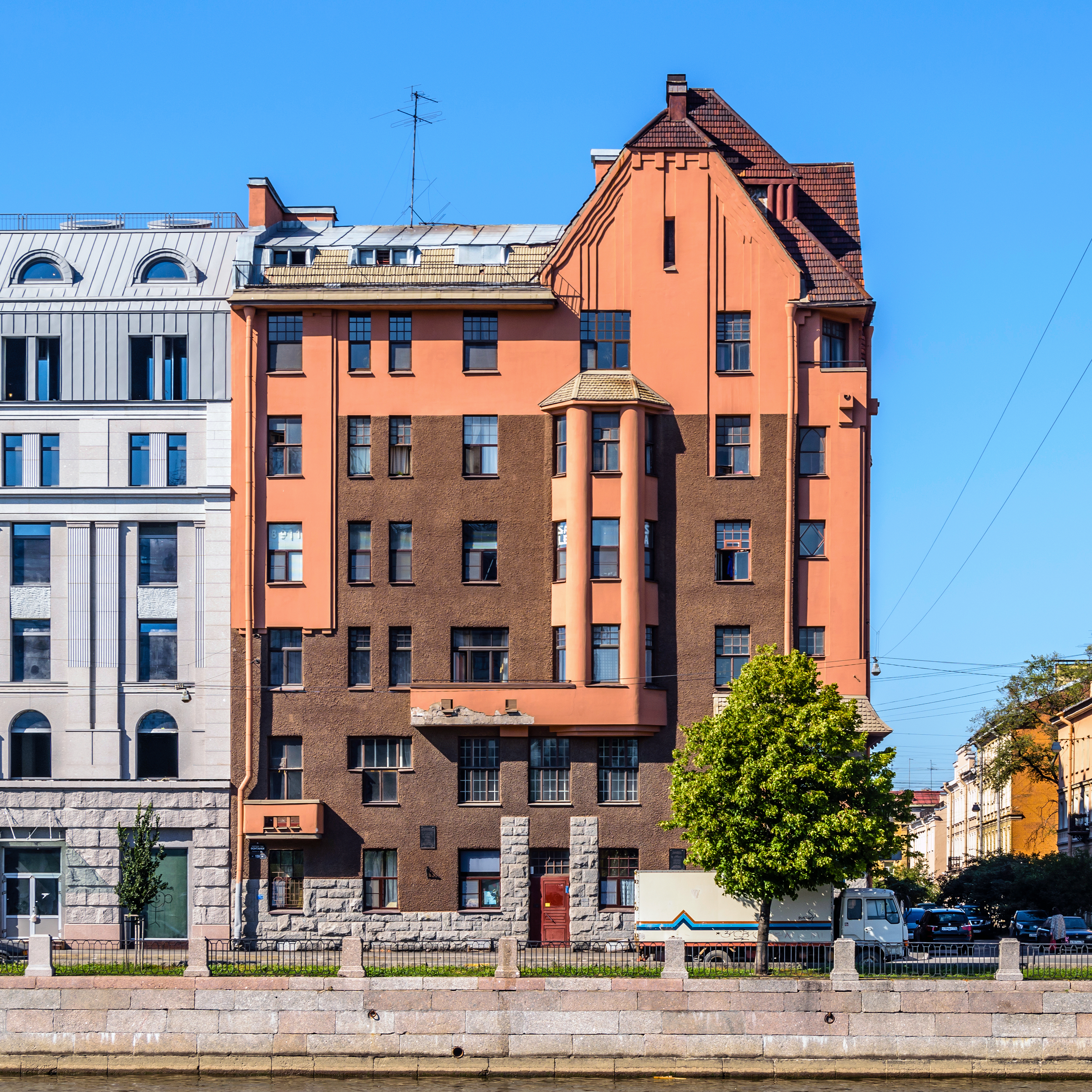
Edificio Kapustin
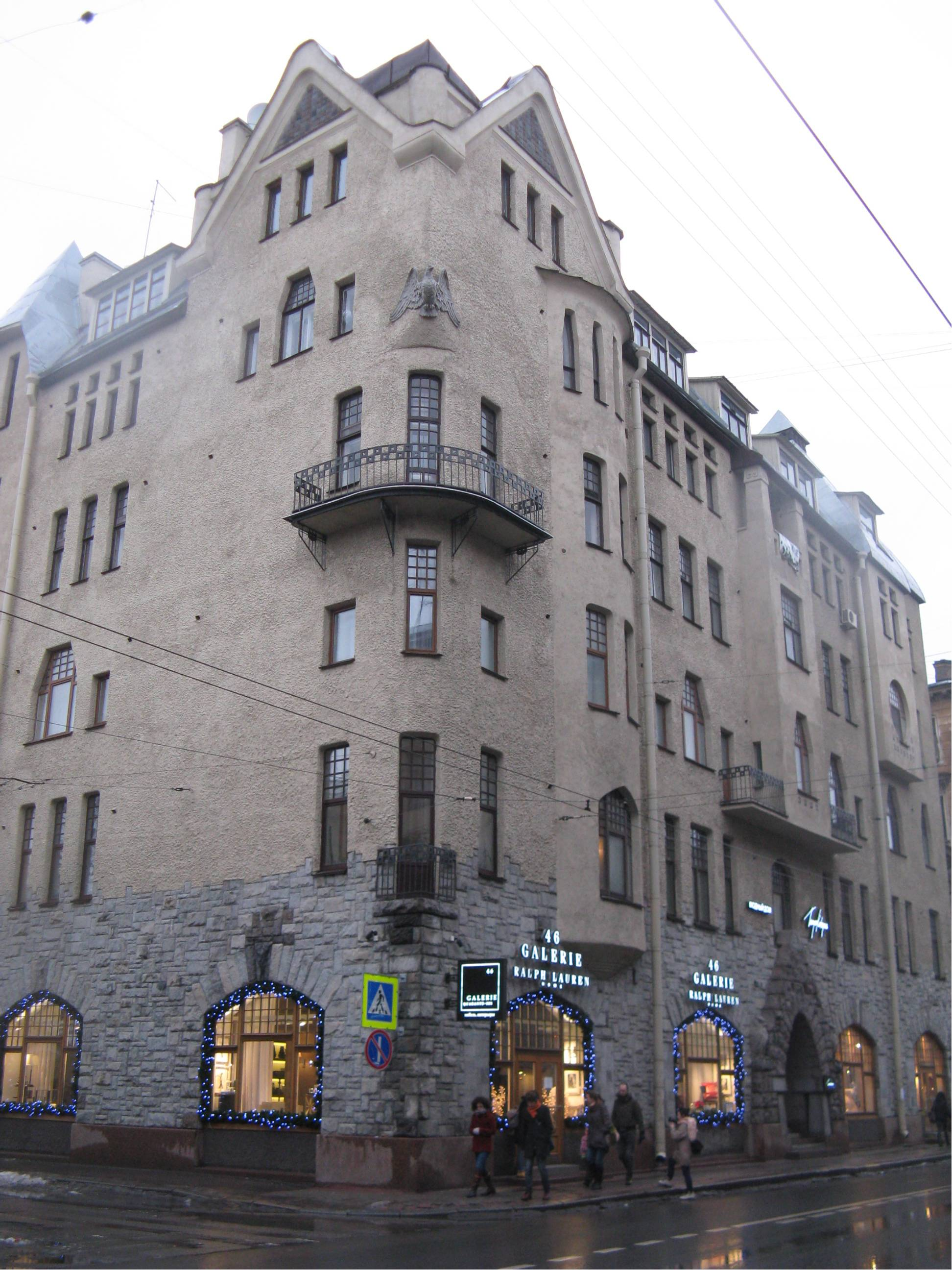
Edificio Putilova (The Owl House)
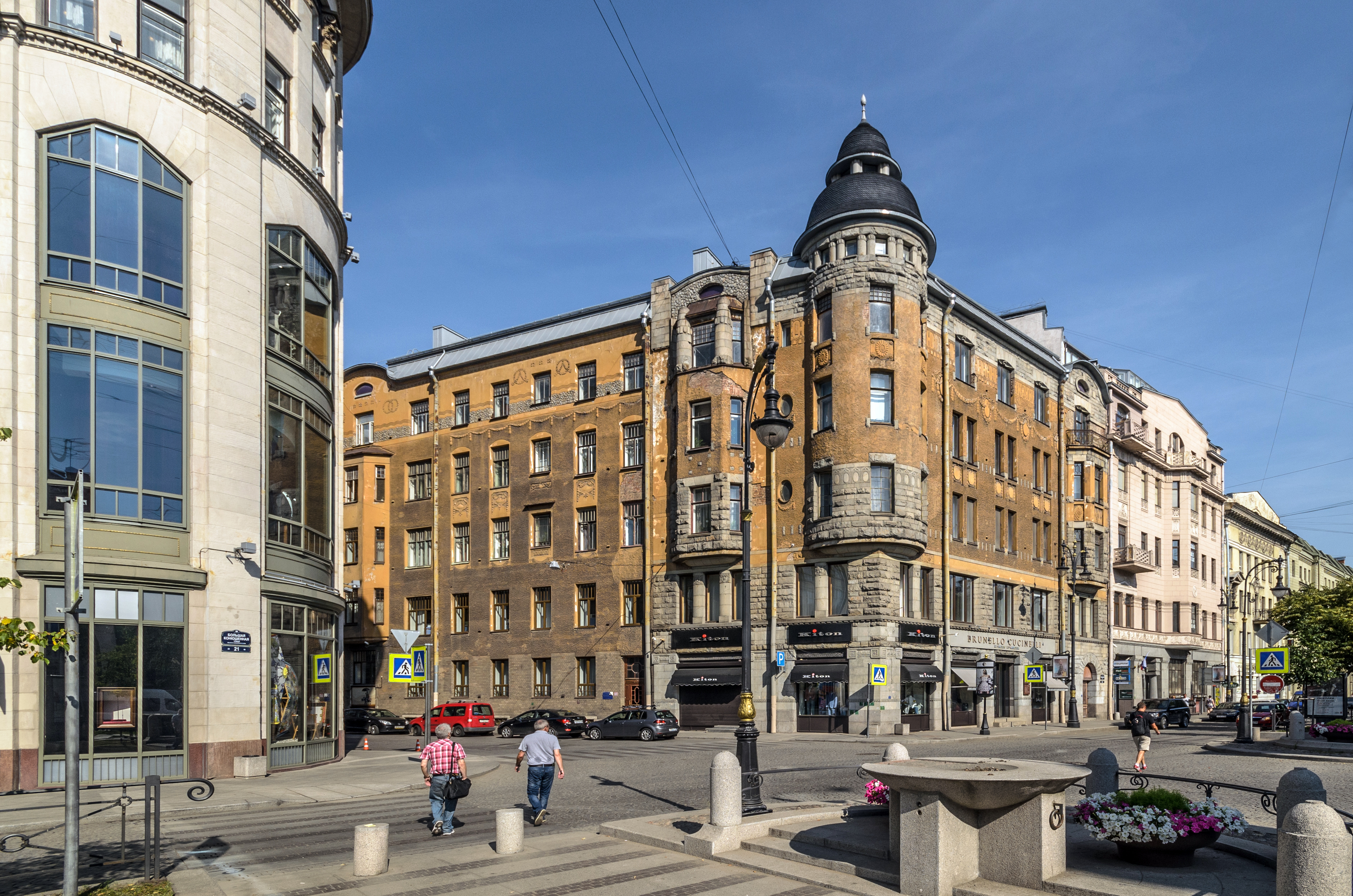
Edificio Melzer Revenue
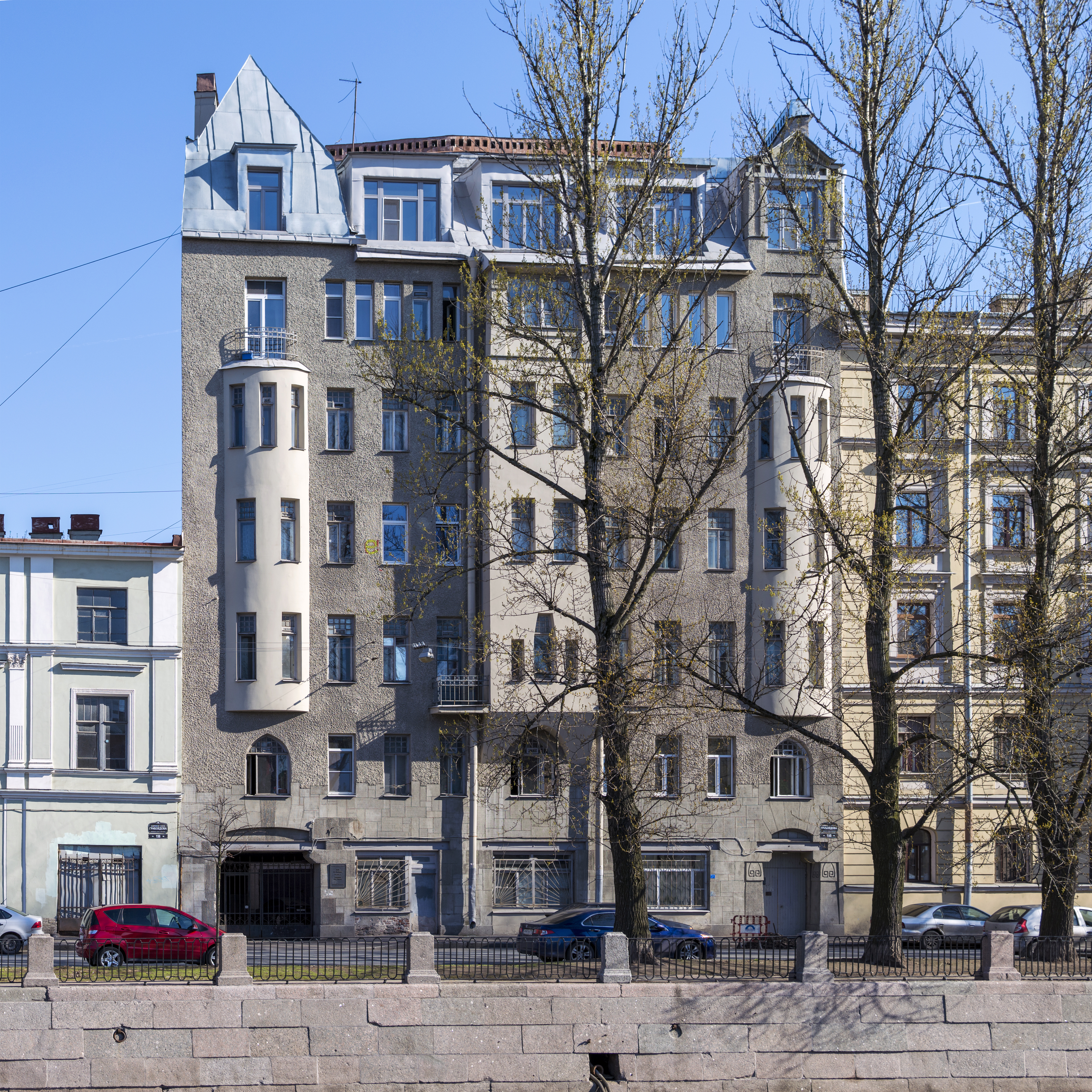
Edificio Traynin
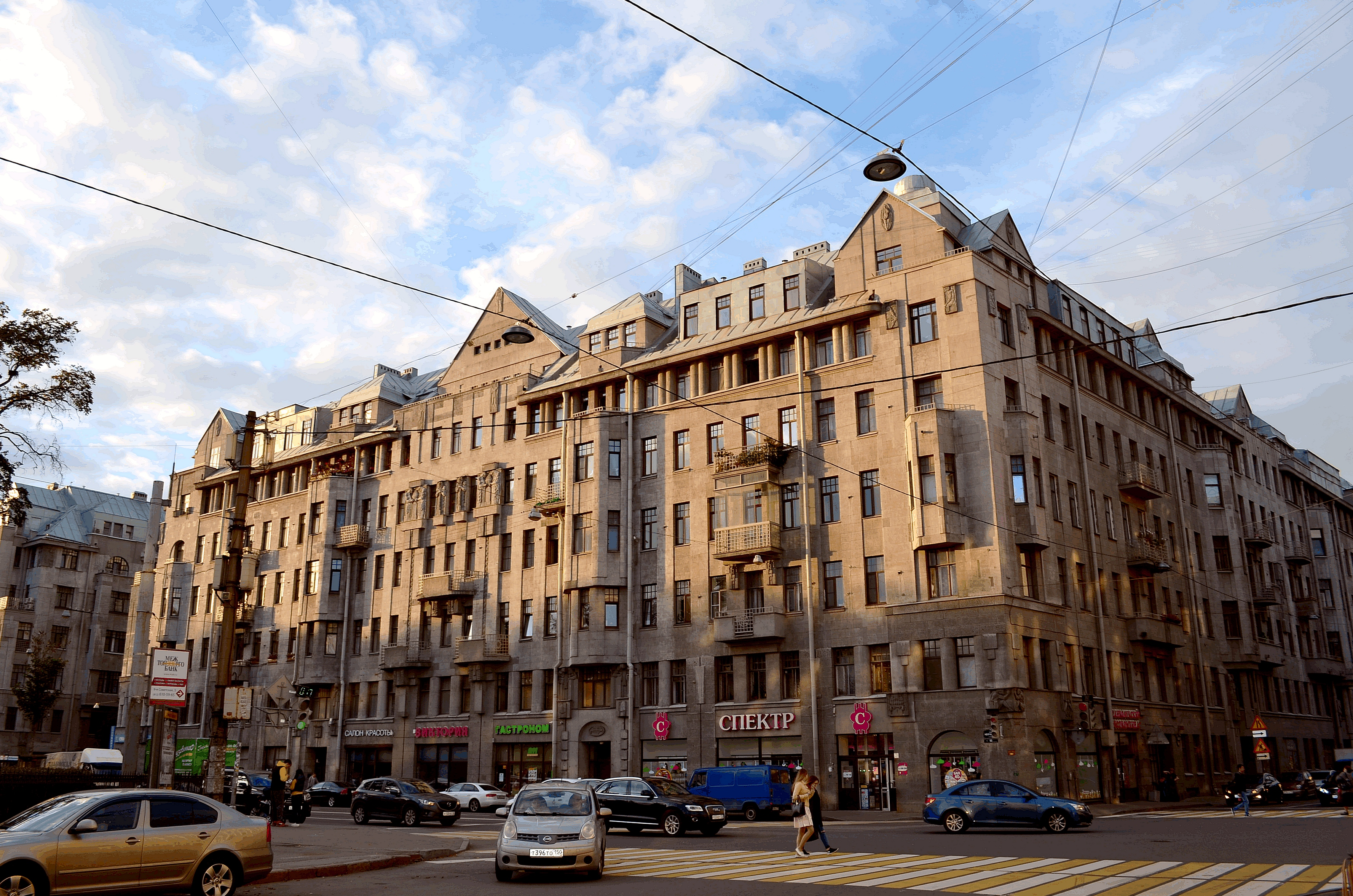
Edificios de apartamentos Basseynaya
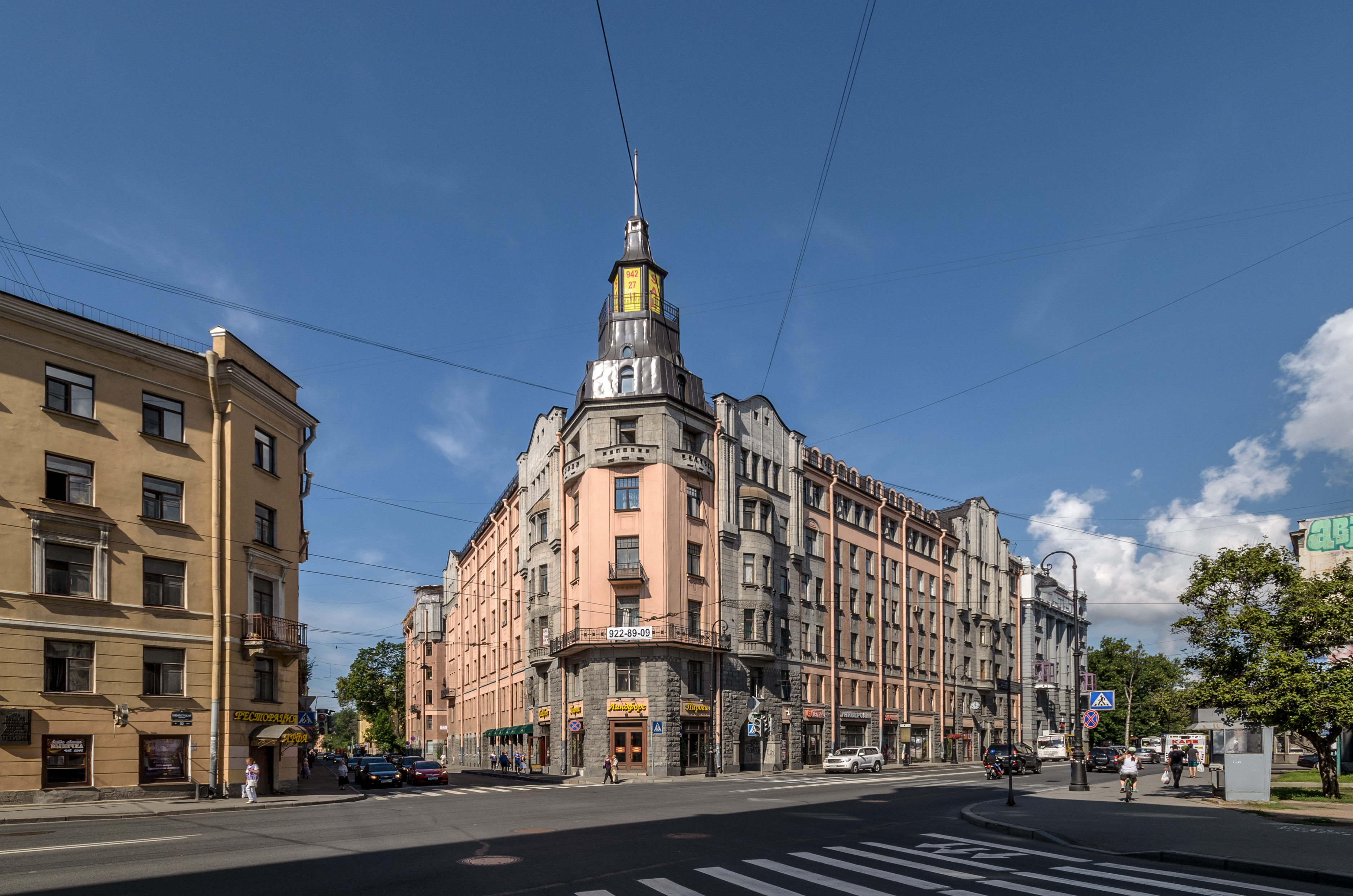
Edificio Bernstein
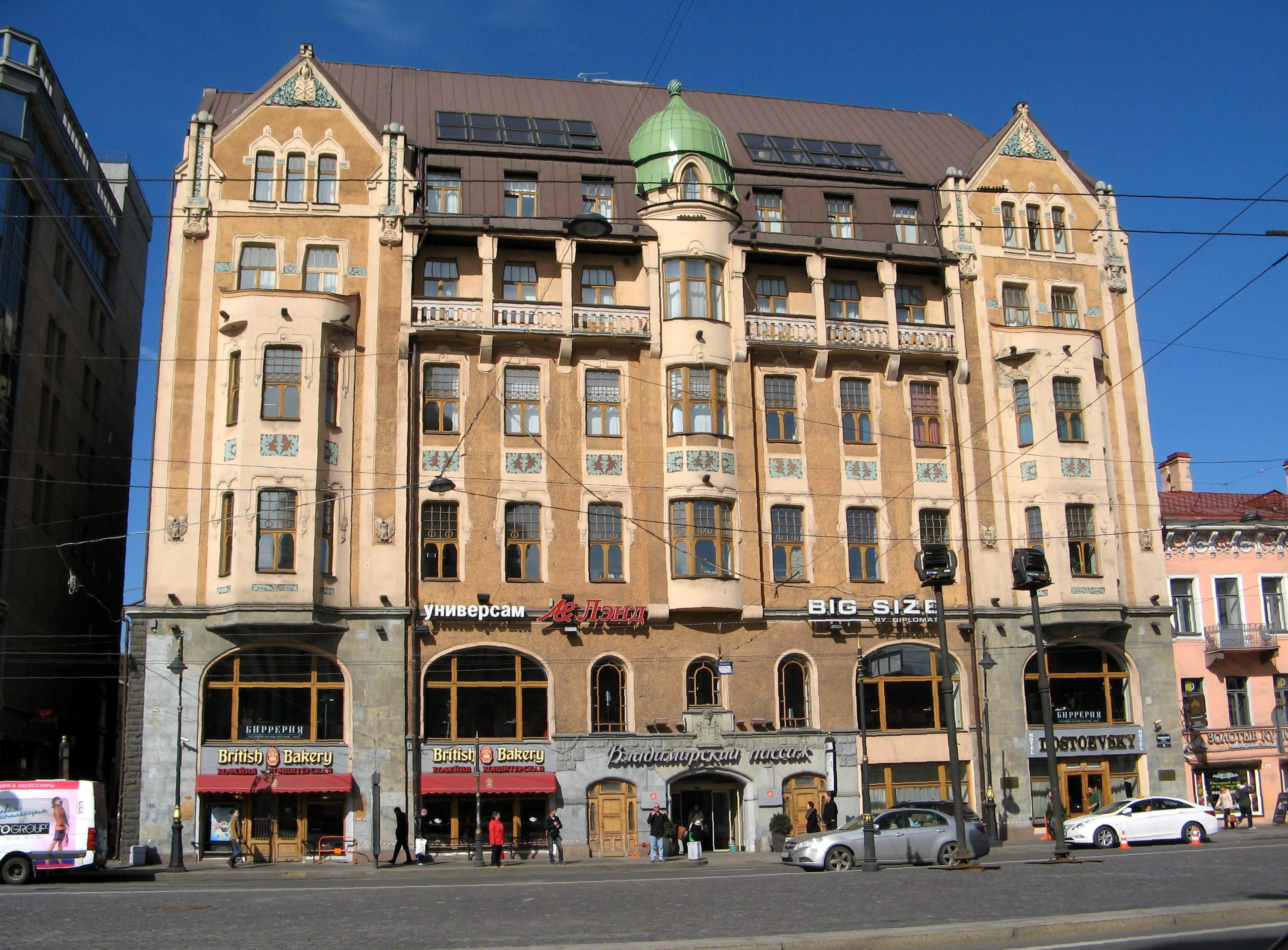
Edificio Basser
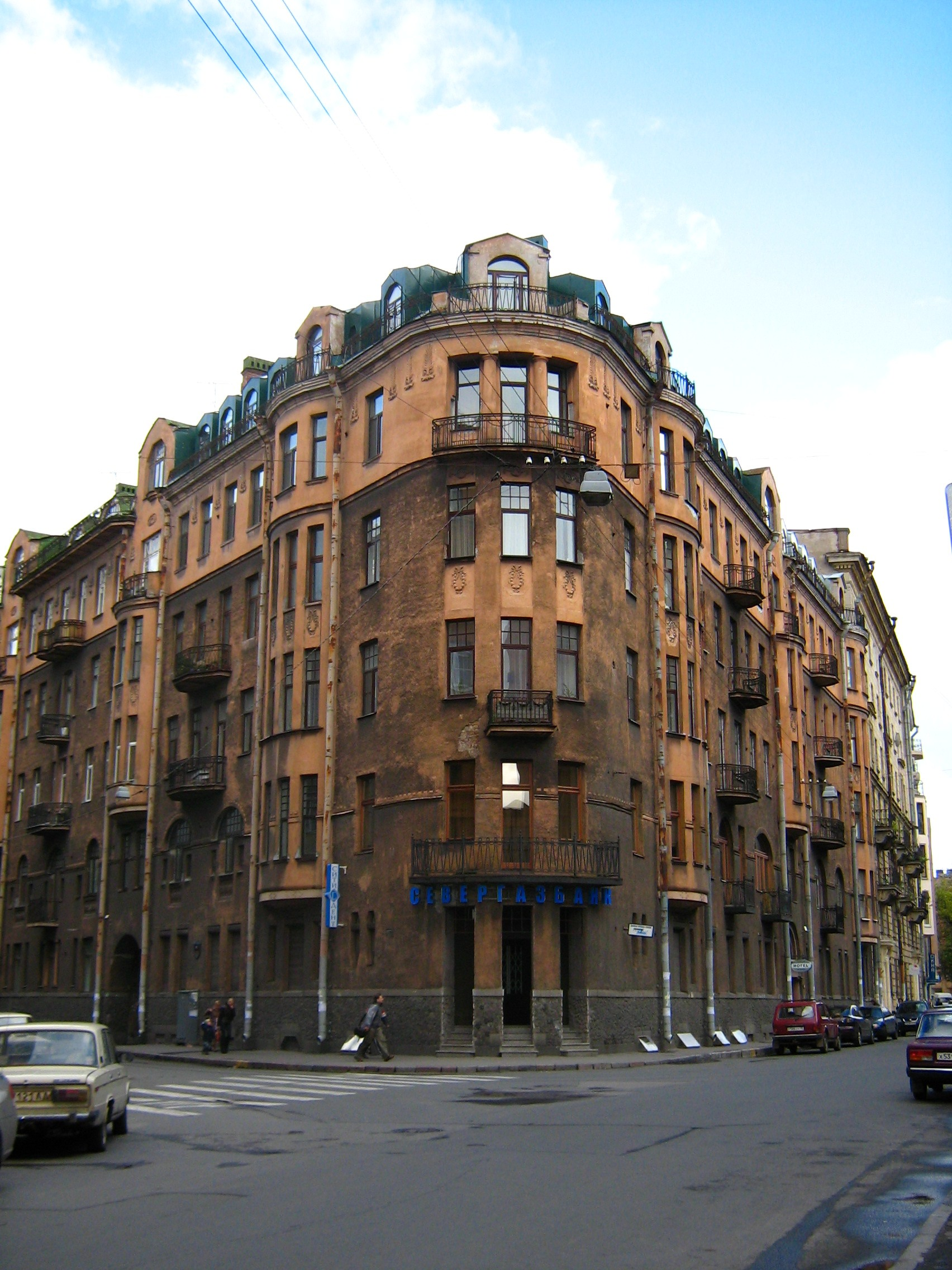
Edificio Zazersky
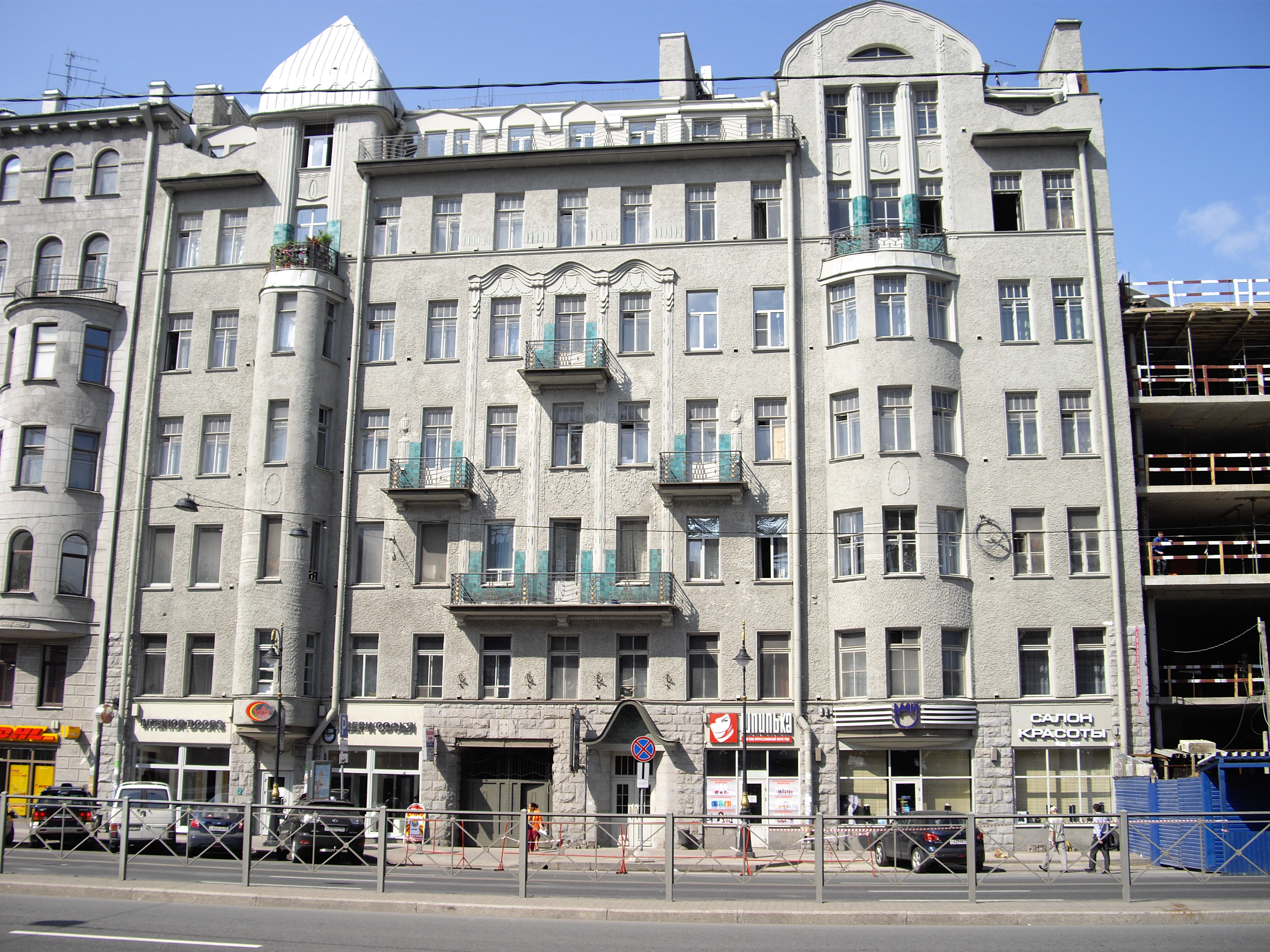
Edificio Markozov
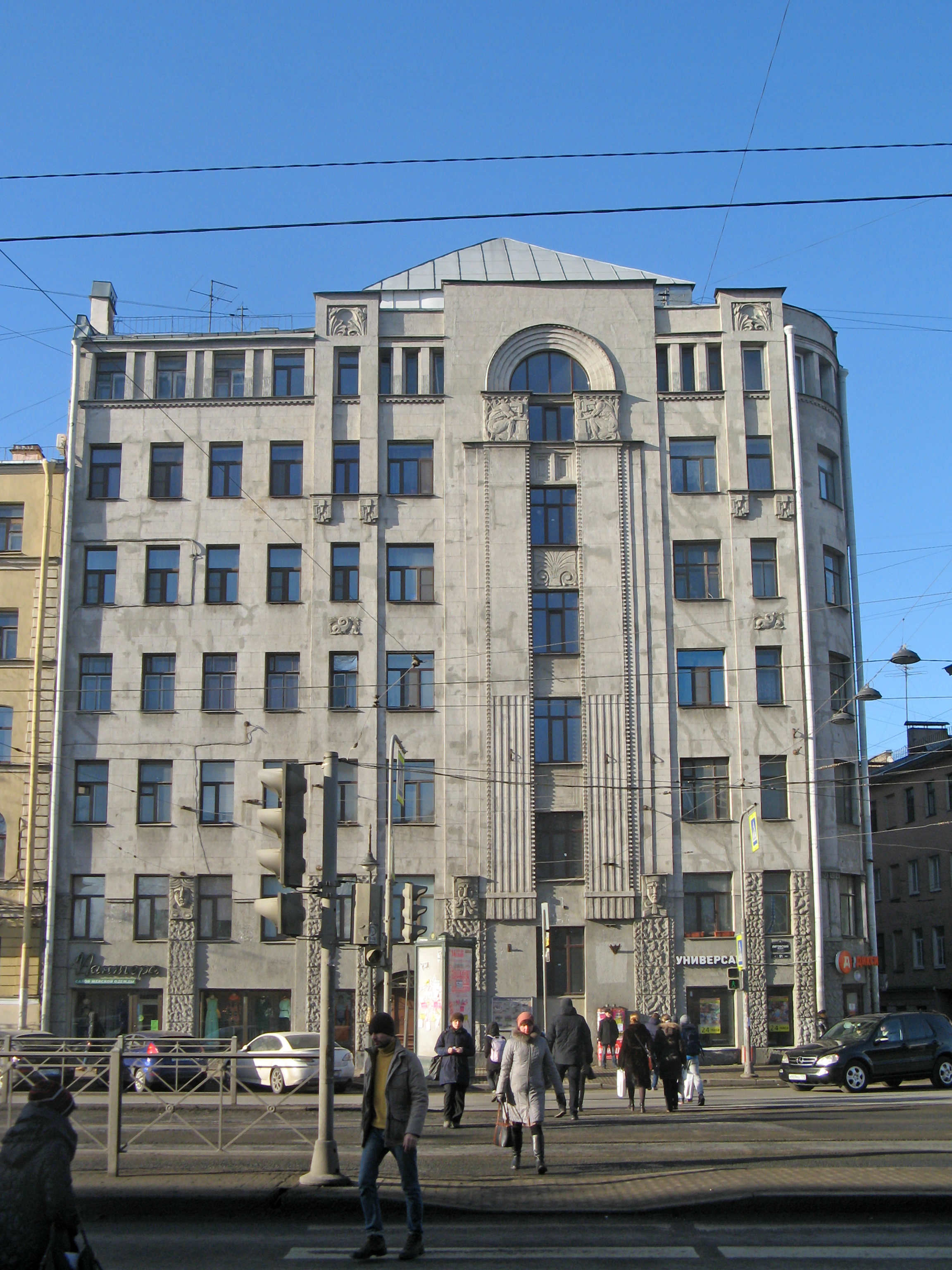
Edificio Sagalov
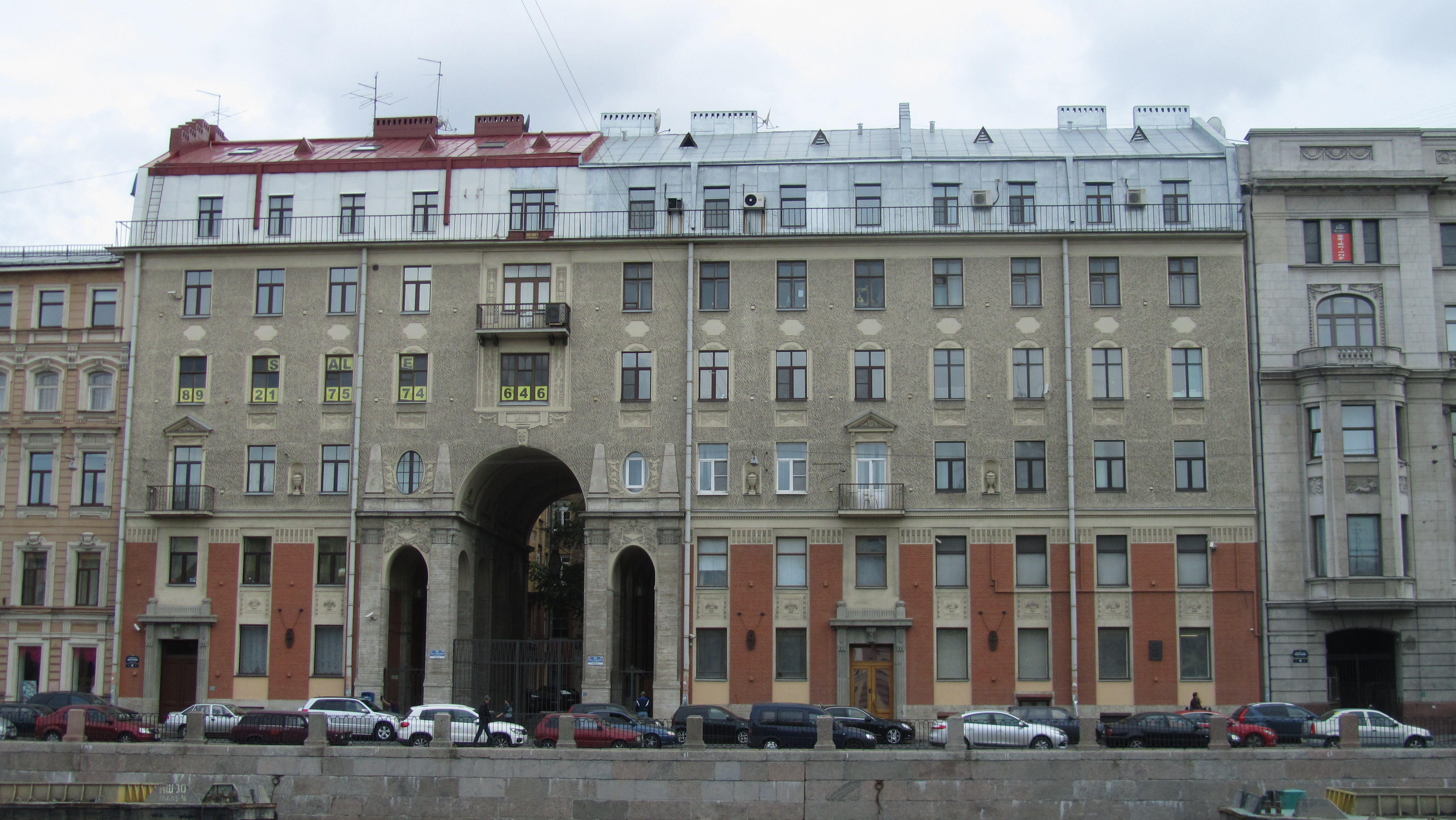
Casa Tolstoy
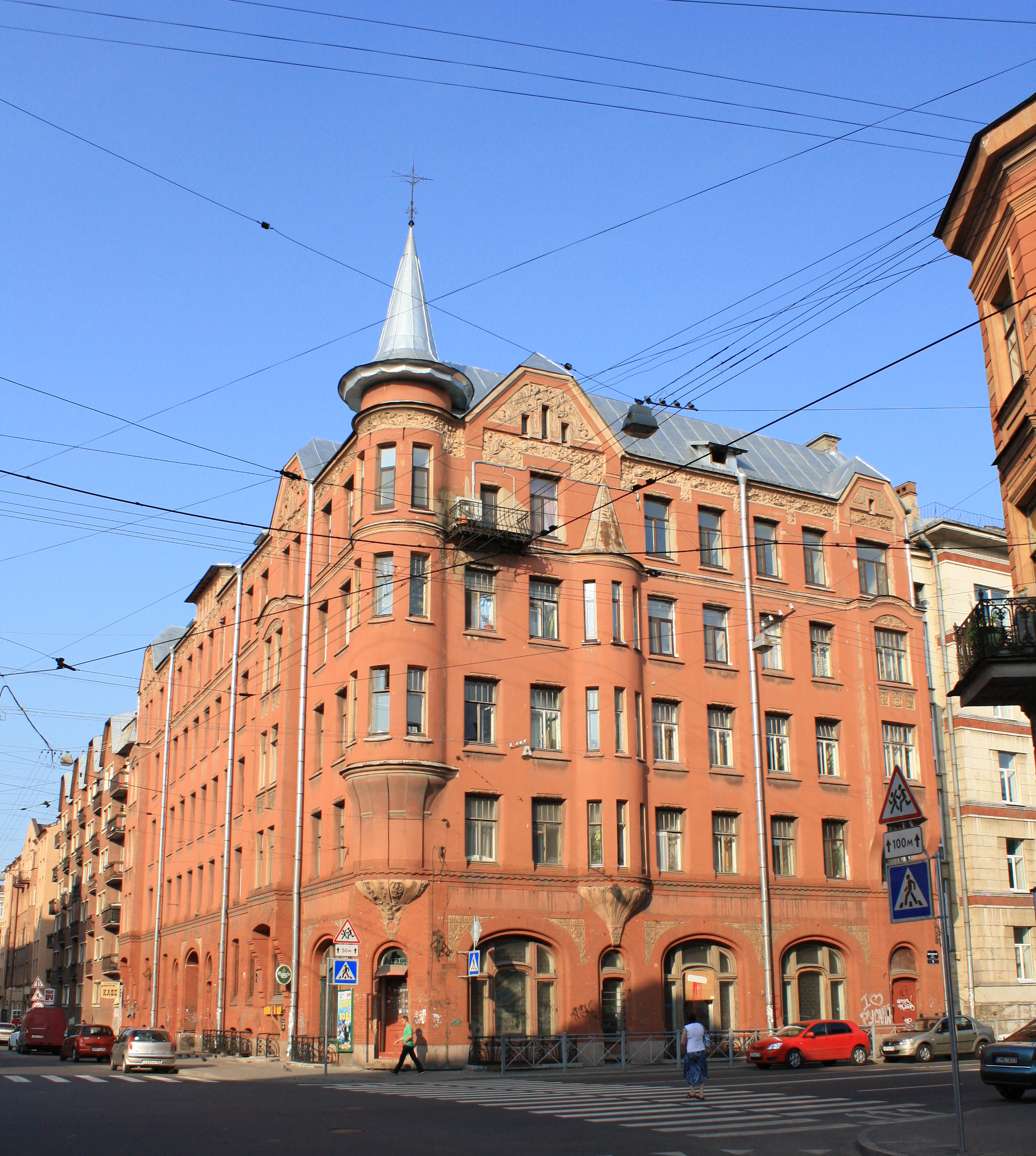
Edificio Schmidt
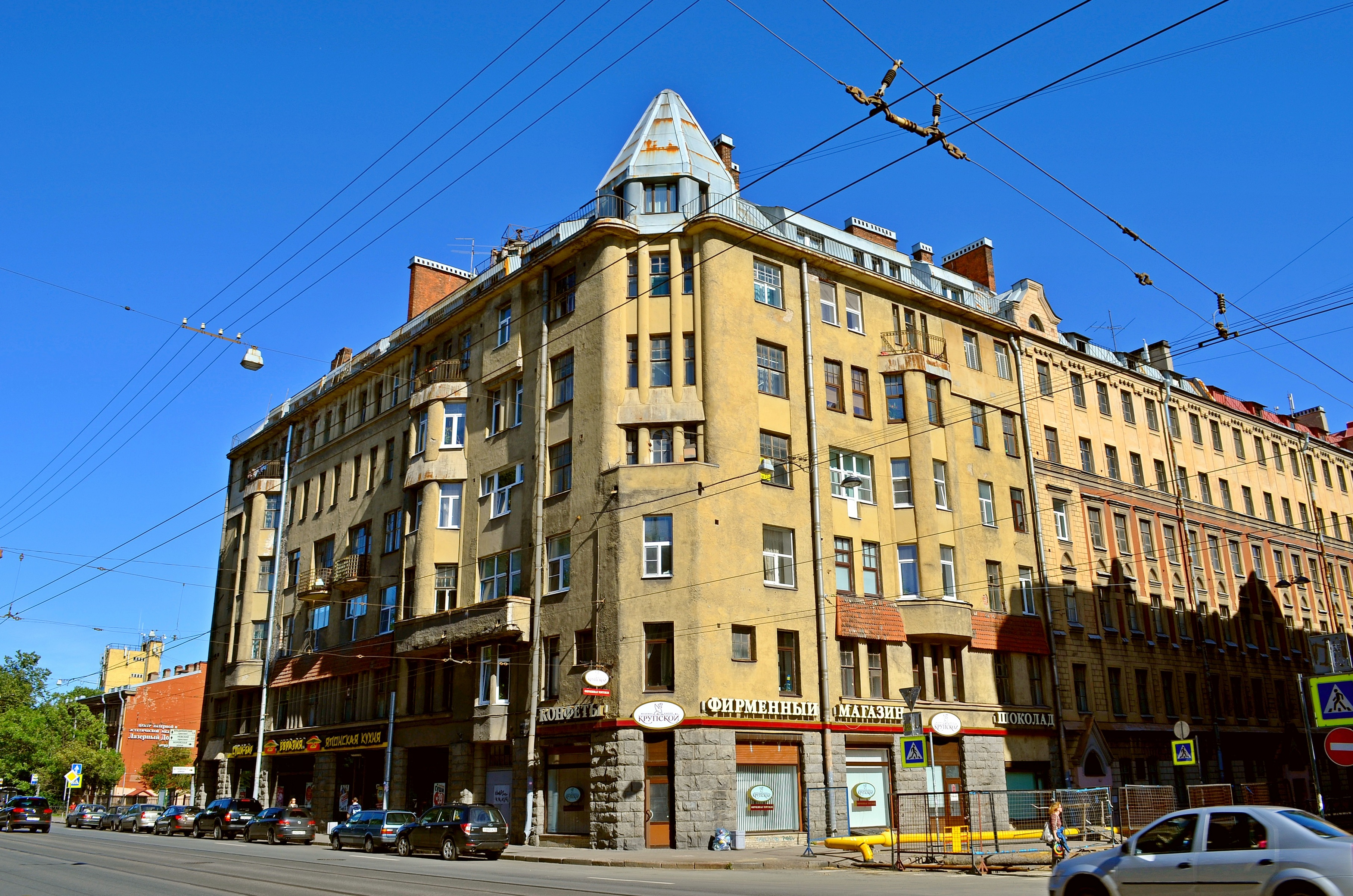
Casa de la iglesia Lituana
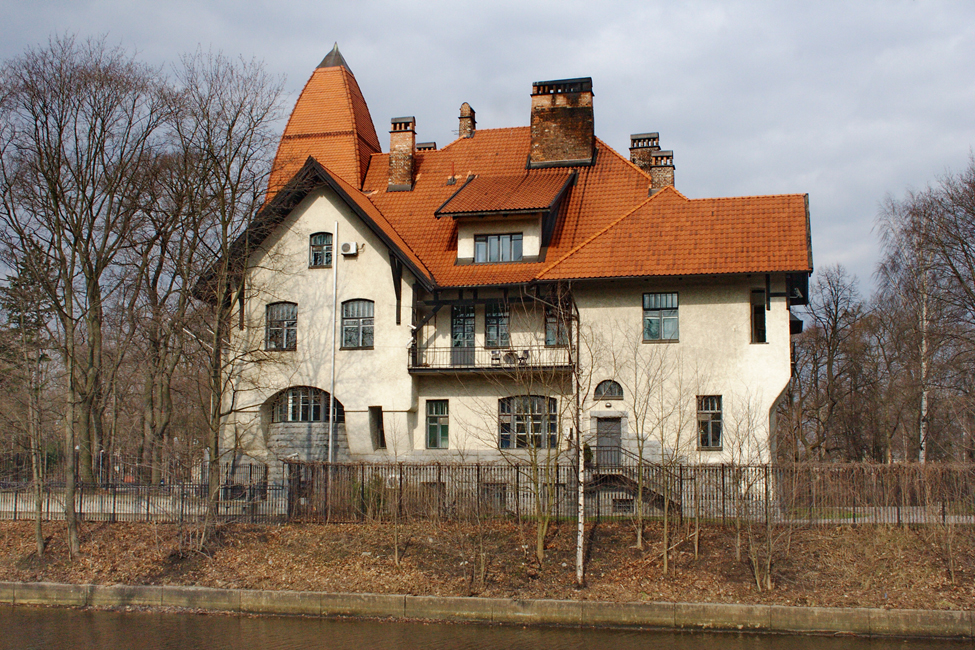
Edificio Vollenweider
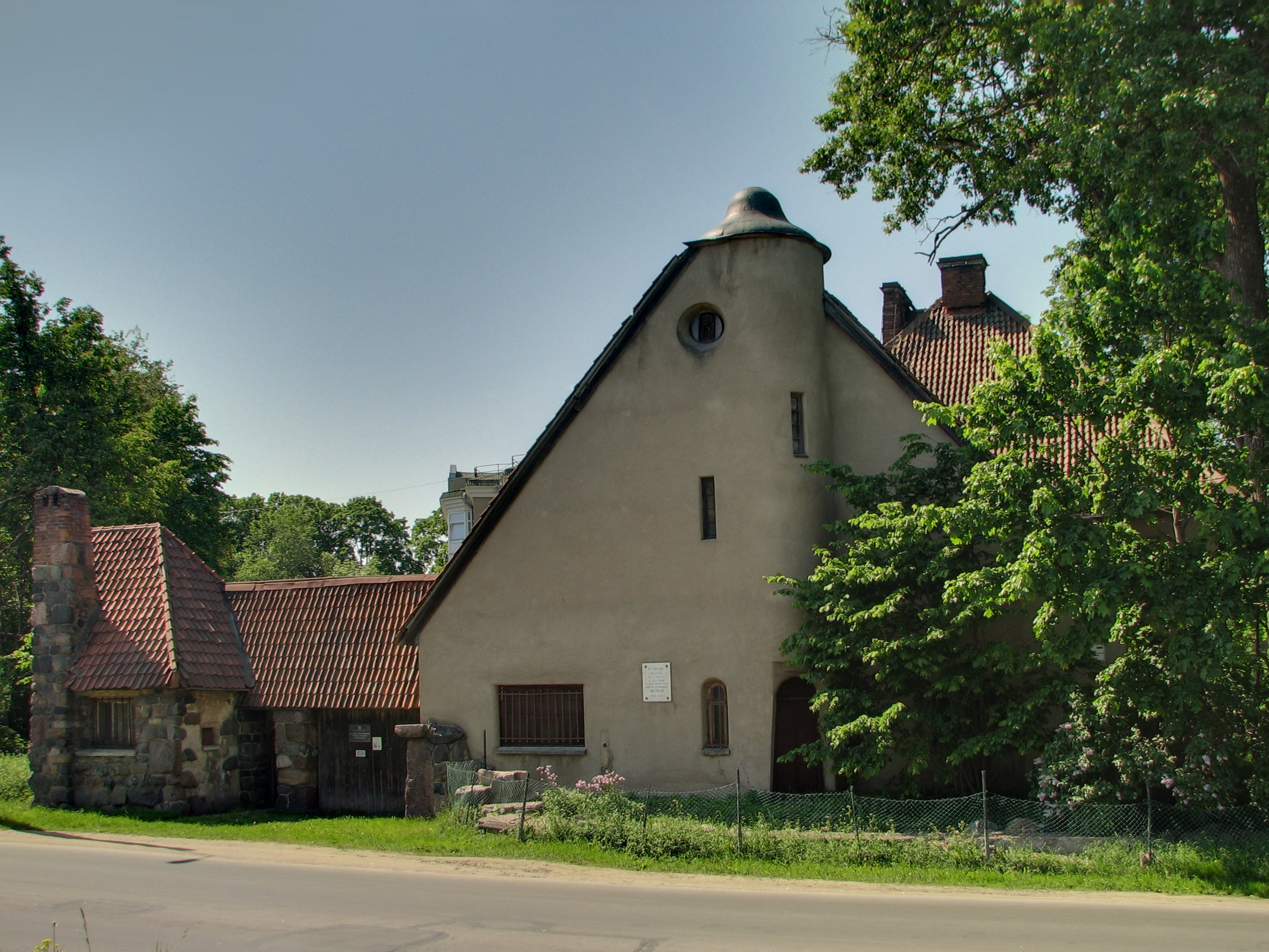
Museo estatal Shcherbov
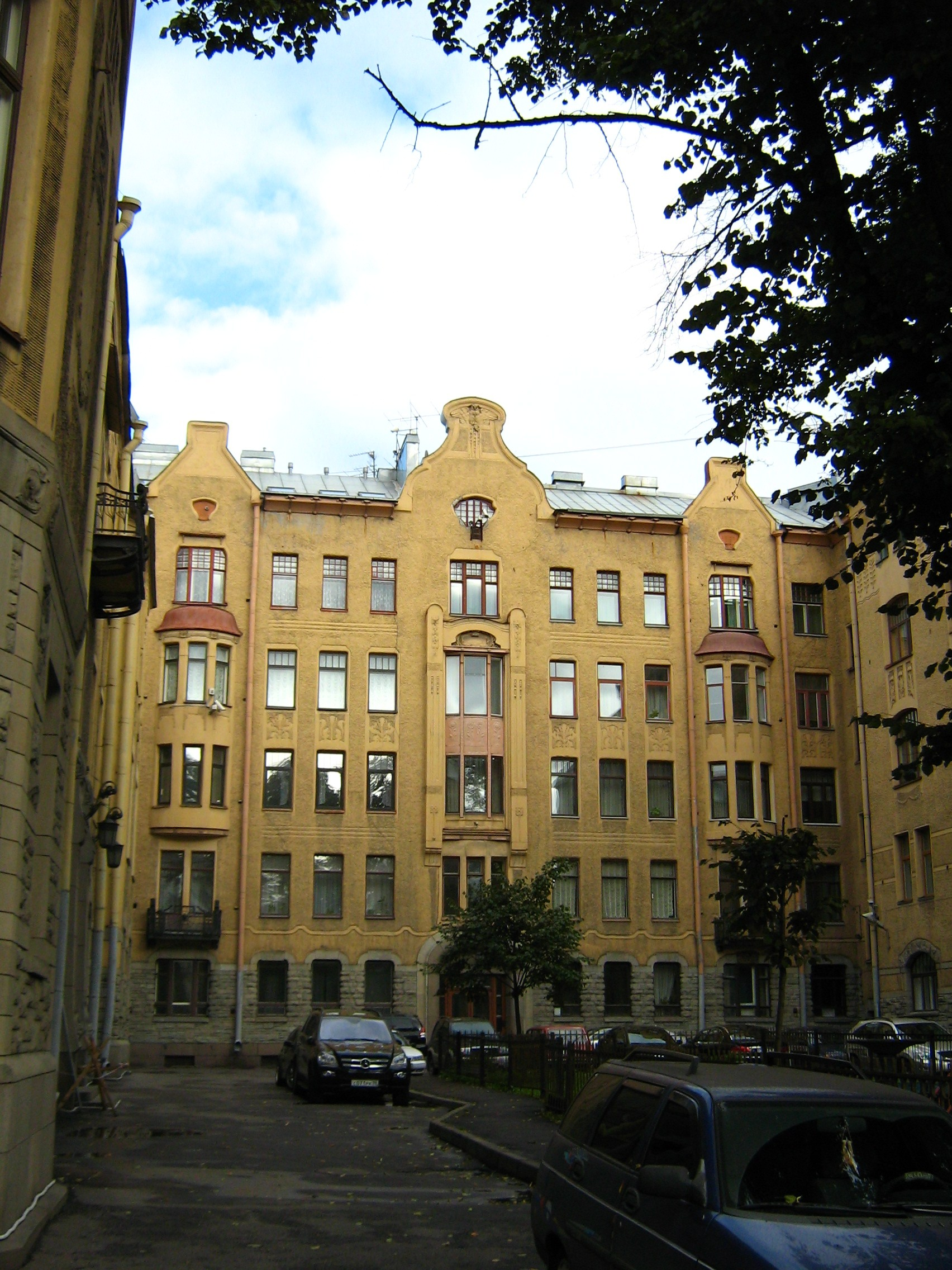
Edificio Lidval
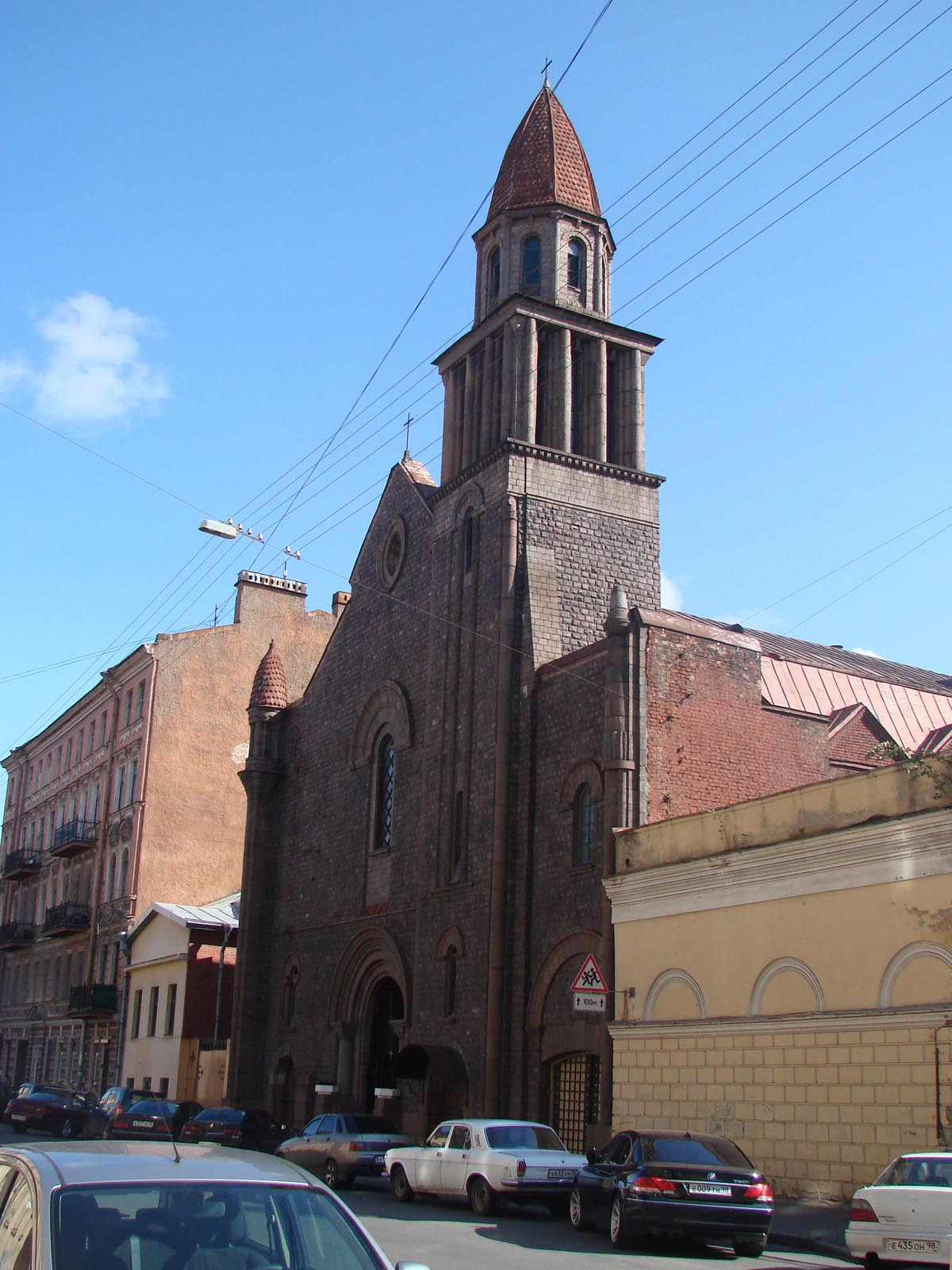
Santuario de Nuestra Señora de Lourdes